# 悲慘世界 少女珂賽特
《悲慘世界 少女珂賽特》，為日本動畫公司製作的「世界名作劇場」系列第24部的動畫作品。改編自法國作家維克多·雨果的小說（Les Misérables）。自2007年1月7日播至同年12月30日，全52集。

## 概要
- 和從以前的系列的播映時間一樣是每週的星期日19:30～20:00於“富士電視台”的“BS數位播映”來播放。（因此都是地上的富士電視台播映的）全52集。網路的BIGLOBE也流出每的星期一以最新的2集內容免付費的放映（在之前的故事都是要付費的）。2007年4月7日開始在CS放送：ANIMAX每週六19:00～19:30分播映（每週日11:00～11:30與下週六8:00～8:30重播）。原作是维克多·雨果的《悲慘世界》。故事的主題是貧窮。
- 「世界名作劇場」在1997年的《無家可歸的孩子蕾米》以來，約隔了10年之久的新作品。
- 舞台是19世紀初期的法國。在世界名作劇場系列裡，直到這部作品為止，它的背景年代是最古老的。[1]

## 時代背景
- 1814年開始的波旁復辟與1830年開始的七月王朝成為這故事的背景。
- 新國王路易十八主張恢復天主教會的權利，對於選舉權也有了限制。拿破崙從放逐地厄爾巴島逃回法國後，路易十八被迫逃離巴黎。拿破崙再次失敗下台起的3年間，超過9000人因政治清算被逮捕。新政府的一些溫和政策加上戰爭結束，工人和農民終於可以安穩和平的度日。
- 1824年路易十八去世，他的弟弟查理十世即位後，開始帶給了社會不穩定的氣息。查理十世非常反對革命黨的人，他也是反拿破崙的人。他在政權中心安插保皇黨，意圖恢復革命前的絕對王權統治。到復古王政末期的1829年時，農作物歉收和經濟欠佳使人民逐漸不滿。政府沒有認真面對國民的困窘和不滿。結果在1830年7月27日時，國民開始聚集起來，爆發了法國7月革命。查理十世於7月30日宣布退位，往英國逃命去了。之後，由資產階級主導的議會指派路易·菲利浦成為新國王。
- 路易·菲利浦在政治上傾向銀行家和富人，工人和農民的不滿日益高漲。加上1826年到1841年間霍亂流行，使低層人民十分痛苦的受到折磨。
- 當時沒有完善的社會“保障制度”和“人權意識”等條件存在，單親家庭孩子們、老人與傷病者的弱勢族群，要好好生活是非常不容易的。這個狀況直到故事結束後的100多年後第二次世界大戰結束後才大幅改善。

## 故事
法國大革命過後，在這動盪不安的19世紀初期的法國，亡夫的年輕美麗女子傅安婷帶著3歲的女兒珂賽特來到巴黎近郊的村莊「蒙費梅伊」。她們在「滑鐵盧旅館」遇見了老闆娘泰納第夫人與她的女兒愛波寧、雅潔瑪她們母女開心遊玩的場面。感覺好像很幸福的場景讓傅安婷可以放心託付珂賽特，泰納第夫人的丈夫心想找到了搖錢樹，遊說傅安婷付錢放心把珂賽特寄託給她們夫妻倆，傅安婷為了找工作，就隻身前往濱海蒙特勒伊。法天妮離開前對女兒說「一定會回來接走她的」。
但是，這對泰納第夫婦其實是一對心眼很壞的人。他們強迫珂賽特做家事，作為「滑鐵盧旅館」的女傭任意驅使虐待，另一方面開始以不同的藉口和理由，例如需要錢給珂賽特添厚衣，要求傅安婷付珂賽特的養育費，但實際上，這對夫婦卻用這些錢來還債、買酒、胡亂揮霍，並未有給珂賽特提供溫飽的生活，珂賽特每天只穿著破爛不堪的衣服、赤腳走路。而且，愛波寧和雅潔瑪因為受到父母的影響也開始欺負起珂賽特來了。儘管如此珂賽特仍然相信母親會來接走她，因此她努力度過每一天的艱苦日子。她與泰納第夫婦的兒子加夫洛許與拾回來的狗修修時常在一起。
另一方面，傅安婷在濱海蒙特勒伊那兒遇見了馬德琳市長，在他經營的工廠開始了女工的工作，但是漸漸的她陷入人際關係的糾紛之中，在馬德廉市長不知情的情況下被工廠的負責人解雇了。傅安婷打算找市長理論，請求讓她繼續留在工廠工作，卻遭食閉門羹。同時間，泰納第夫婦貪得無厭，不斷提高養育費金額。她只好變賣所有的東西，不斷尋求工作，過度操勞的她身體健康每況愈下，但為了女兒，她甚至將一部分頭髮也變賣了，樣子變得更為憔悴。某一個冬天，她與一群喝醉的男子爭執，他們把雪塞進傅安婷的衣背裡，她出於自衛還手，用木棍捧打他們，後被警察拘捕。馬德廉市長得知事情的來龍去脈，感到內疚，到警署請求署長釋放傅安婷。傅安婷身體操勞過度，生病倒下，她希望可以見到女兒珂賽特一面，馬德廉市長眼見傅安婷身體情況轉差，便答應了她，一定會從蒙費梅伊帶珂賽特回來與她團聚。
濱海蒙特勒伊警察署署長賈維爾警官初來到市鎮調任，看見馬德廉市長的樣子與罪犯尚萬強極為相似，便對他起疑心。事實上，馬德廉市長的真正身分確實就是尚萬強。他因為偷了一個麵包，被判監禁，但期間不斷越獄，最後共坐了19年的牢。出獄後，他依舊死性不改，偷了一個男童的錢幣，遂又被警察所追逐。後得到一位神父的引導和勸戒，他希望尚萬強能成為正直的人，尚萬強便立心改過，輾轉成為慈善家和濱海蒙特勒伊的市長。
在決定起行前往蒙費梅伊的前一晚，賈維爾警官告知馬德廉市長大罪犯尚萬強已落網，並向市長道歉，表示自己曾一度誤會市長的身分。事實上，被捕的只是盜竊的罪犯。馬德廉市長感到兩難，因為審判罪犯的日子正是市長與傅安婷約定出發前往蒙費梅伊的日子。掙扎之下，馬德廉市長在酒睡中夢見當天的神父，醒後明白到這是神對他的引導，他應該要做正直的人，不應該要陌生人替他受罪。於是馬德廉市長決定到法庭眾人面前公開自己的真正身分，表示自己已經準備好，隨時可以拘捕他。翌日，他返到市鎮，賈維爾警官趕至，在傅安婷和市長助手面前揭露市長的真正身分，又對傅安婷說出負面的說話，表示馬德廉市長是個魔鬼，不可能讓她和女兒團聚，傅安婷大受打擊，暈倒死去。馬德廉市長被賈維爾警官監禁，他不希望違背與傅安婷的約定，決定圓她心願。因此尚萬強逃獄，乘馬車避開警察的追捕，連夜趕到蒙費梅伊，並在聖誕節前夕的夜晚中，他終於在村外的水泉旁和珂賽特見面了。尚萬強得知珂賽特的真實遭遇，決定要誓死保護珂賽特，帶走了她。
一天晚上，尚萬強聽見珂賽特對將會跟母親團聚充滿希望，他雖不願傷害年幼的她，但仍覺得有必要盡快告知她關於母親死訊的真相。珂賽特聽後，仍抱希望、堅強的態度，認為母親會一直守護她。尚萬強要保護她的決心便更強烈。尚萬強攜著珂賽特，避開警察的追捕，最後來到巴黎。在舊相識的協助下，在市內的一間天主教修道院裡過著數年安穩的生活，珂賽特亦可接受教育，結識了一群朋友。當珂賽特長大成人，尚萬強覺得珂賽特不應一生守在修道院內，她應屬於外面的世界，便決定冒著被補的風險，帶珂賽特離開修道院，在市內找尋新生活。

## 登場人物

### 主要人物
珂賽特
配音員：日本→名塚佳織／松元環季（幼少期），台灣→雷碧文，香港→林元春
主角，開朗堅強又友善的少女。原作上是有活力，有著艱苦的意力做著。有著與母親一樣的藍寶石般大眼睛和白皙肌膚，也擁有漂亮的金髮。1815年生。
珂賽特在3歲時寄託給泰納第一家之後，到8歲為止的5年來都在蒙費梅伊度過的。她在泰納第所經營的滑鐵盧旅館作為女傭並被任意驅使，每天過著虐待和欺侮的痛苦日子，泰納第家的長子加夫洛許，和她一起祕密養了狗兒修修，而她也得到村中的神父還有愛波寧的同班同學特多隆他們的支援。她相信母親會來接走她，因此很堅強的活著。
但是她的支援者慢慢的一個個離開了，最後只剩下她一個人。由於母親後來沒有送寄養費來，泰納第夫婦對她的虐待也越來越嚴重了。在她的精神和肉體狀況快要到極限時的聖誕夜前夕，在郊外水池邊遇見了尚萬強，她的命運開始有了很大的轉變。
聖誕節當天（第13話），珂賽特不知道為什麼尚萬強要為她準備喪服，尚萬強以“母親代理人”的身分，將珂賽特帶離了蒙費梅伊。然後在經過幾天的某個夜晚，她從尚萬強那裡得知母親已經去世的消息，受到了強烈的驚嚇。但是，從那天起，經過了各式各樣的事情之後，從她的內心深處開始喜歡上尚萬強。自從來到巴黎之後，她開始稱呼他爸爸，並作為父女很高興的一起生活。
在巴黎最初住的地方，就是高爾博公寓的某一間房，與尚萬強一起愉快的讀書，其後在布吉·比克普斯修道院的女子學校開始了寄宿生的生活……其間尚萬強也一起生活著，她被教育成良好的女性，並且獲得了「愛人的機會」，變成了喜歡讀書的美少女。最後和尚萬強一起離開修道院。第23話起在巴黎與尚萬強及幫傭太太杜桑一起生活。她自願和尚萬強一起從事發放麵包的工作，開始幫助貧窮的孩子們。
第24話和尚萬強一起於盧森堡公園散步時，和馬留斯對視一眼，之後，有好幾次機會他們都錯過了。在第33話時與馬留斯再次相見，開始變成戀人。但是，周圍的人和命運打算分開他們兩人，也有來自尚萬強的阻力，不過他們並沒有真的分開。
在經過1832年巴黎共和黨人起義後，看護著受傷的馬留斯並決定嫁給他。在第48話的時候接受了馬留斯求婚，在第50話與馬留斯結婚。之後在馬留斯的娘家以作為少奶奶的身分生活著，之後生了和自己很相像的女兒來。
因為存有著泰納第夫婦與蒙費梅伊的種種日子，變成她心中的傷害，比別人更有了亡母的經驗，有著害怕被重要的人丟下的傾向。
一開始關於尚萬強的種種過去全部都不知道。在第52話從尚萬強的口中得知他的過去。
服裝：
第1話：白色帽子，櫻花色的洋裝，黑鞋，白襪子。
第2話～第13話：灰色的帶紋破爛粗布衣的繫腰服和灰白色的帽子，光著腳沒有穿木鞋。
第13話～第19話：開始穿著黑色喪服。
第20話～第22話：白色帽子和藍色系列的繫腰服與連身洋裝，布吉·比克普斯修道院附屬女子學校的制服。
第22話～第39話：灰色系的洋裝、外套還有帽子。
第39話～第42話：淡藍色的洋裝與去世的母親傅安婷戴著的項鍊。
第43話～第49話：灰色系的洋裝、外套還有帽子，戴上了去世的母親傅安婷的項鍊。
第50話：白色頭紗和純白的新娘禮服。
第51話～第52話：穿著淡藍色的洋裝與去世的母親傅安婷戴著的項鍊。
尚萬強
配音員：日本→菅原正志，台灣→孫中台，香港→張炳強
作為「正直的人」的白髮男人。大鷲鼻與細小和善的眼眸，其特徵是有著白色鬍子。高大的身高與強韌的身體。1769年生。
因為偷了一個麵包而被警察逮捕，反覆逃獄的結果，讓他坐牢長達19年。出獄後，極度不信任人世間的一切，最後被米里艾主教所救贖。
從此之後，他改名為「馬德廉」，開始從事製作黑玻璃方面的產業，成為了大富翁。從事慈善事業，用自己的力量幫助了壓在馬車底下的老人波兆。他的各類善行被給予很高的評價，成為「濱海蒙特勒伊」的市長。
傅安婷遇見了他，她被僱用於他的工廠，但因養有私生女的祕密被揭穿而遭解雇。某個下雪日，他在路上救了生活困苦的傅安婷。在了解她的苦境之後，對於不知道她的生活情形而深深的對傅安婷道歉，他發誓他一定會從泰納第那兒把她的女兒珂賽特帶回來，並且給予她們舒適的環境讓母女倆一起生活。但是這個誓言結果並沒有完全被完成。
由於擅離管區及搶劫的嫌疑而被賈維爾逮捕，為了遵守與傅安婷的約定而逃走，往蒙費梅伊的方向前進。到了蒙費梅伊的那個夜晚，在村外的水池旁看見了珂賽特，與之前的代理人梅耶報告的情況完全不同，並對珂賽特的生活境遇深感懷疑。在他得知真相後，對泰納第一家的惡行非常憤怒，並對珂賽特伸出援手，在聖誕節當天將珂賽特帶走。他告訴珂賽特母親已經死了，對於已經死亡的傅安婷，他發誓他要一生守護著珂賽特。
到了巴黎後輾轉住了許多地方：高爾博公寓、布吉·比克普斯修道院、威斯特街的4樓公寓、普魯梅街的庭院住宅、羅馬梅街的4樓公寓……。住在高爾博公寓的時候，在聖母教會被賈維爾認出，因此只好在巴黎市中逃亡。他和珂賽特逃進布吉·比克普斯修道院裡，遇到了他當市長時幫助過的老人佛修里文。之後（從第20話開始），他就以佛修里文的弟弟尤提姆佛修里文的身分生活下去，在院裡當園丁，待過了一段很長的時間。
離開修道院之後，與珂賽特及在教會裡雇用的幫傭太太杜桑3個人開始生活，帶著珂賽特，開始向巴黎的貧窮孩子發放麵包，作為日常生活的工作，還要設立沒錢上學的小孩子的學校而四處奔走。因此，知道他的人都稱呼他為“慈善家”。另一方面，因為「怕被警察發現住的地方」的時候，才決定要搬家，結果變成了急著想搬家。他以珂賽特的幸福作為優先的考量（怕自己的真實身分被珂賽特知道），她也一邊躲警察一邊隱密的生活著。
傅安婷和珂賽特沒有辦法實現再相見的願望，在傅安婷死後他非常的後悔，被珂賽特的一句話所撘救。將頻頻拜訪柯賽特的馬留斯誤認為警察，於是有意移居英國，但是巴黎內的局勢卻讓這事情得不到許可。發生革命時，得知馬留斯實為珂賽特的戀人並已投身堡壘，在第42話中為了不使珂賽特悲傷，他決心幫助她的戀人馬留斯，穿起國民軍的制服混入街壘，并救出了重傷的馬留斯。珂賽特與馬留斯結婚的事情決定之後，對於今後的生活他非常煩惱。他沒有告訴誰是他救了在堡壘那兒受到瀕死重傷的馬留斯。
他在蒙特路哥切路美路擔任市長及黑玻璃工廠時賺取的財產被隱藏在蒙費梅伊的森林裡。是為了珂賽特所留下來的部分，為了建學校和貧窮的人可以工作的生活環境而預定使用的。
第51話他對馬留斯說出自己以前是個監獄犯，作為珂賽特的父親時他想過了很多事情，因此在他把自己的過去向馬留斯說明之後，把自己的財產和保護珂賽特的使命交給馬留斯後就消失了蹤影，他離開了巴黎到遠處的道馮尼村與村人一邊互相幫忙一邊生活著。不過，原作中是在羅馬梅街的家裡獨自一人過著寂寞的生活。
在珂賽特她們面前消失的一年後，1834年（第52話），在珂賽特與馬留斯的看護下與世長辭，享壽65歲。在原作中他的墓碑上並沒有刻上任何文字，而匿名作者用鉛筆題上一首短詩作為全篇的收尾，動畫中墓碑刻上他的本名、出生年與死亡年份。
傅安婷/芳婷
配音員：日本→萩原惠美子，台灣→龍顯蕙，香港→黃玉娟
珂賽特的母親。擁有美麗的金髮的可憐淳樸女子，珂賽特是她的心靈支柱。經常穿著藍色的連身洋裝、身上戴著四朵花設計的銀製項鍊。1796年生
原本在巴黎生活，但因為丈夫死後出來找工作。但是沒有人想僱用帶了孩子的人，結果她吃了閉門羹，與女兒一起從一路走來，她遇見了蒙費梅伊的泰納第一家。他們說可以幫她照顧女兒，但是她被泰納第夫婦的花言巧語給騙了，不知道他們的用意是把珂賽特當女傭，然後騙取珂賽特的養育費用，臨走前她告訴珂賽特，一定會來迎接她，就把珂賽特給寄託在那裡。
在她到達濱海蒙特勒伊之後，遇見了化名為市長馬德廉的尚萬強。親切的尚萬強雇用了她，開始在他的工廠裡工作，不過因為被捲進人際關係的糾紛裡，被他人發現了她有女兒珂賽特，因不够诚实而遭解雇。
因此她親自去詢問馬德廉市長，結果是沒有辦法見到面，被解僱之後她開始做起需要勞力的短期工作。為了珂賽特的養育費，她只好下定決心賣掉自己的頭髮，但是她賺來的錢卻被偷走了。不久之後她在街上飽嚐地獄般的痛苦生活，在那之後與喝醉酒的男人起了爭執，結果被賈維爾給逮捕了…
最後被尚萬強與亞蘭所救。
最初因為自己被解雇而對尚萬強懷有憎恨，然而知道事情的來龍去脈之後，變的開始感謝尚萬強。她患有重度疾病，因此尚萬強特別優待她，如果病治好了她就可以和女兒一起生活，並且返回工廠繼續工作。1823年，她請求尚萬強把珂賽特從蒙費梅伊帶回來，尚萬強說他會幫她們負擔生活上的事情，然而她還沒有看到女兒的臉時就過世了，得年27歲。紀念的項鍊，在透過尚萬強之手交給了珂賽特。她如此悲慘的生活狀況，在近10年之后珂賽特才從桑布莉絲修女的口中得知此事。
在她死後，濱海蒙特勒伊就成立了托兒所，讓黑玻璃工廠的女工們可以安心的託付，被命名為「傅安婷與珂賽特之家」。以此誓立，是為了不再次發生像珂賽特母女們一樣的悲劇來。
賈維爾
配音員：日本→松山鷹志，香港→朱子聰
刑警，後擔任巴黎警署警長。對法律非常忠誠的冷血男子，因為一個因緣而和尚萬強成了敵人。比原作中對尚萬強還要堅持著。尖細的眼睛露出了顴骨，有著鷹勾鼻，臉上顯現陰險臉色的男人。停留在濱海蒙特勒伊時，經常穿著青藍色的制服，不過，從巴黎升官之後的第17話開始，就穿著黑色的紳士服和白襯衫、紅豆色的領帶和黑褲子、黑色燕尾服和黑靴子，這個樣子。
刑務官時期，見過坐牢的尚萬強。他因此確信在這裡上任的馬德廉市長就是尚萬強。尚萬强得知一個無辜之人被誤認為自己而遭審訊，於是他就前往法庭，表露自己的真實身份而救了那無辜之人。他回到診療所中傅安婷的床前，賈維爾尾隨而至，告訴她所敬愛的馬德廉市長是罪犯尚萬強的事實，結果傅安婷因為他的話受到驚嚇而死。
之後，尚萬強被他逮捕之後沒多久就逃走了。尚萬強為了實現傅安婷的約定，便開始前往蒙費梅伊。在那之後，賈維爾從泰納第夫婦那裡確定了傅安婷的委託書，知道了尚萬強確實把她女兒給接走了事實。他看委託書的時候，便順便詢問泰納第夫婦是不是有收下金錢，如果收下了就會以買賣兒童的嫌疑而遭到逮捕。
他的內心深處是非常憎恨犯罪的人，因為自己出生環境的關係。他的父母都是罪犯，在監獄的收容所把他生了下來。因此，他就被大家指指點點說他是罪犯生的孩子，因此他的少年時代非常的孤獨，被世間的人白眼相待。他最後非常努力的做了警察，衷心的祈求父母重新做人，可是他的父母卻又因犯罪而誤入歧途了，因此他就親手把父母給逮捕了。從此之後，他就說「人是不會改過自新的」，他就如此的深信著。
不久後，逮捕尚萬強的執念被上司所承認，從濱海蒙特勒伊的警署變的而升官，便往巴黎警署去了。好幾次有機會可以逮捕到尚萬強，可是每次都被他逃走了。不久後，開始轉變追捕巴黎街的犯罪者集團小貓男爵，這一群想要謀反政府運動的人們。過了快要10年的時間，也沒有要放棄逮捕尚萬強的意念。
第39話革命時，賈維爾偽裝成工人，潛入街壘執行警察的間諜任務。但是，他的真實身分卻被當年在蒙費梅伊見過面的加夫洛許給認出來了。於是他遭到俘虜，在這種情況下與尚萬強再一次相見。
ABC朋友會的某個人，普魯維爾站出來要說把他處死，他也反駁說你們也會受到處刑的。尚萬強把他帶到街壘外面，並說要親手解決他。但是，尚萬強卻反過來把他放走了。此后他的內心開始有所動搖。在那之後，尚萬強的一舉一動讓他接連不斷的喚起記憶，總是出乎意料的超出他認定善惡的想法，為此他對尚萬強的困惑感不斷增加，終於他決定要在尚萬強面前消失。
原作中在他放了尚萬強這件事之後，對於自己奉為圭臬的法律和無法救援現實中的人們而感到失望，因此他在半夜裡跳塞納河自殺而死。但是，在動畫的那一個晚上他苦惱思索的結果，打從心裡接受了「人是可以改變的」這件事情。想自殺的念頭也就沒了，他因此返回工作岡位了。他向上司報告「尚萬強已經在堡壘中死了」。他回絕了長官夏布伊要升他職務的話，他決定留在外間工作，好好用尚萬強在堡壘那兒的給他“新的人生”的事情。
在第51話在路上發現了喬裝改扮的泰納第，為了避免犯罪事情發生而到馬留斯的家將他逮捕。在第52話，來到尚萬強安眠的墓園，在臨走前他說「尚萬強，一生背負著坎坷命運而活下來的男人，然而生與死都是大自然的定律，猶如白晝過去夜晚來臨。」
馬留斯/馬里歐
配音員：勝杏里，台灣→何志威，香港→李致林
第20集登場，帶有金色的褐髮和眼眸，給人的印象是一個英俊的上流社會出生的青年。本名是馬留斯·彭梅西，有著剛愎又頑固的個性，因此他說過的話並不會收回去。可是，如果發現做錯了便會考慮改正，擁有著會完全後悔的個性。將來的夢想是想要做律師。
父親是拿破崙的騎兵上校，路易十八復辟后生活潦倒，母親很早就死了，保皇黨的外公吉爾諾曼和阿姨養育著他。多年來一直憎恨著父親，父親死后方知道父親為了他的生活，而深愛著他，他開始對父親的想法有所改變。一直在思考父親所服侍過的拿破崙這號人物，他就到大學的圖書館找資料，正好遇見他的同班同學克爾菲萊克。
在他知道了父親和外公是處於對立的狀態，之後他即刻離家出走。由于不知道世間的生活常識和智慧，為了以後著想他慢慢接觸一切，做為窮學生的過著每一天的生活。
不久後，克爾菲萊克為他介紹了高爾博公寓。由於為他介紹高爾博公寓這件事情，他與克爾菲萊克成為好友，馬留斯也成為他房間裡的客人。因為工作的關係，馬留斯拒絕了他屢次受邀的ABC之友的邀請，不過，因為現實社會的貧富懸殊的差距，他變的開始積極參與這個組織，變的很認真的發起革命。
父親的遺書上最後有寫，要他去對當時幫助他的軍曹泰納第報恩，對自己的父親做些償還。當時，泰納第就是高爾博公寓的鄰居鍾德列特，他發現泰納第打算和小貓男爵的人聯合作犯罪的事情，不得已馬留斯只好向警察告發這件事情。
第24話，和珂賽特一見鍾情。他為了不知道她的名字而煩惱，在盧森堡公園的長椅上撿到一條刺有字母縮寫「U.F.」的手帕，他以玉秀兒當她的名字。
之後，因為幾次與珂賽特見不到面的結果，他請愛波寧協助他。在第33話與珂賽特相見時，他們成為了一對戀人。他怕珂賽特的父親反對他們，所以每天只好夜裡相見並持續下去。可是有一天，他們兩個人的關係突然被迫分裂了。
失去策略的他，有了犧牲性命的準備，1832年6月5日參加發起了革命。但是，隔一天，在國民軍發動總攻擊最高潮時，卻被他們的槍擊中了左肩，之後陷入昏迷。
被尚萬強幫助，回到他家後被珂賽特的背影所支持著，結果奇蹟似的復原了。在革命過了數個月的某個秋天，他向珂賽特求婚，珂賽特答應了他，因此兩個人決定要結婚了。
之後取得律師的資格，第50話與珂賽特結婚。另一方面，他在尋找在堡壘那兒救助他自己的人。第51話中得知尚萬強他以前是個監獄犯，在他遇見泰納第和還活著的賈維爾之後，現在他相信尚萬強絕對不是一個壞人。（與原作不同，原作中他害怕尚萬強的過去，因此他要珂賽特也避他（尚萬強）遠遠的。）
在第51話在自家裡從泰納第的口中得知，知道了當時在堡壘救他的人就是尚萬強。
原作中他對於泰納第，他以輕蔑的態度扔給他數張紙幣，做為幫助父親的謝禮（還有兼贍養費），準備了2萬法郎的支票給他，就這樣將他給攆走了。但是，透過動畫學習最重要的是「不是以說話方法來判斷誰是善誰是惡，而是行動來表示。」，因此把支付給泰納第金錢的這件事刪除了，反倒是變成泰納第自己向他要求2萬法郎。（就在這個時候，他清楚的明白了泰納第並不是出自善意幫助他父親的人，而是以偷當時還活著而被他誤認為已死去的父親身上的金錢而被誤會幫助的小偷。）最後他並沒有出任何一塊錢給泰納第。
在尚萬強下落不明的一年後，他利用克爾菲萊克生前所住的房子作為律師事務所。

### 泰納第一家
加夫洛許/加夫羅契
配音員：日本→小林由美子，台灣→龍顯蕙，香港→何璐怡
泰納第夫婦的長男。老么。珂賽特最初的好友。褐色的頭髮和雀斑與大兔牙的印象，是個非常有活力的聰明男孩子。到第14話為止，一直穿著樸素設計的襯衫和茶色的吊帶褲，和穿著樸素設計的木鞋。從第22話再次登場時，他穿著樸素黯淡的西裝襯衫，還有長褲和皮鞋。年紀大約10多歲的聰明善良、堅強成長的少年。
從小被母親當作是不祥者般的對待，和珂賽特培養著愛情般的情感。年幼時待在家裡，泰納第家唯一一個對珂賽特好的夥伴。被父母無情的對待一點也不服從，作為珂賽特的助手，常常陪他一起做買東西和跑腿之類的工作。
不久後，因為家裡吃緊，所以他被派到打鐵屋去服務去了。「傅安婷如果來迎接的話，一定會和修修一起從家裡出來的」他和珂賽特如此的約定著，可是他卻因為有生存之地，所以在蒙費梅伊留了下來。之後，他在賈維爾前來「滑鐵盧旅館」時聽見事情原委之後，他就告訴他父母親虐待珂賽特的事實。
在那之後過了5年的某日（第22話開頭），因為發生了某件事情，他不得不離開蒙費梅伊。離開蒙費梅伊的他，和修修一起決定去巴黎尋找珂賽特。但現實是殘酷的，因為找不到工作而變成了流浪兒。但是，他以天生的機靈與小聰明度過了每一天。第35話主動幫助父親泰納第逃獄，那個時候，他告訴他「非常感謝父親把我生下來」。
他很希望可以改變這個世界，所以就希望參加了革命。因為，眼看著孩子們再社會上不自由也生活的不幸福。第39話開始為了孩子們加入了革命，和政府作戰。但是，他沒想到這會體驗到現實與悲哀的事情即將發生，就與馬留斯一起在項布勒里街的堡壘那兒與政府作戰。
被馬留斯託付他把一封信給珂賽特。從革命開始，馬留斯度過一段艱辛的困苦之路，他並不知道愛波寧弟弟的事情。但是，馬留斯卻要他確實達成他願望的信，什麼都不知道的他交了信之後就這樣返回了堡壘。
1832年6月6日，知道了和國民軍作戰時子彈用盡的消息，因此他在堡壘前開始收集子彈。最初有硝煙把他隱藏的很好，但是當硝煙散去後，他的行蹤顯露，他在返回堡壘的路上被子彈擊中左肩而倒下了。
原作中受到槍擊之後有再站起來，開始唱起歌來，但是被第2發子彈擊中後當場死亡。但是，動畫中受到了修修和珂賽特的幫助。之後，他被送到羅馬梅街7號珂賽特的家中，接受醫生的細心治療，因強大的生命力和好運的結果沒有死掉。與珂賽特9年再見的結果，當意識模糊時，把長大的珂賽特給誤認為是天使。而且，國民軍地的其他孩子們，不知道加夫洛許被槍擊中的消息。
在傷勢復元之後，一時之間他想要離開珂賽特的家，結果被珂賽特給慰留了。第47話開始與布萊斯、雨格一起在珂賽特的家住了下來。
在第48話成馬留斯口中得知，他的大姊愛波寧為了保護馬留斯而中槍犧牲了生命，他為了她的死留下了痛心的眼淚。在第52話他進入了尚萬強所創設的學校學習。
雪雪
在第3話裡，珂賽特與加夫洛許撿到的小狗。白毛覆蓋著全身、捲捲毛類型的長毛犬。名字是珂賽特取的。兩個人悄悄的養育著牠，但是不久之後就被狄納路丁一家人發現牠的存在。
在那之後，牠就被狄納路丁家的一員，加夫洛許與珂賽特也養育著牠。他們兩個和牠經常是伙伴。不過之後，加夫洛許和牠一起被託付給搭鐵屋的人。當珂賽特離開蒙費梅伊時，牠已經是條很棒的成年狗了。
在第22話時，牠和加夫洛許一起前往巴黎，在第23話尾聲的時候到了巴黎。之後做為加夫洛許的搭檔一起行動著，不過，在第39話的時候與參加革命的加夫洛許分開了。
第43話時，牠從堡壘那裡跑去，幫助了被槍擊中倒地的加夫洛許。之後，在暫時靜止通行的堡壘那一端和珂賽特再次相見。第47話時先去了帶回的，是加夫洛許打算要去帶回的布萊斯和雨格他們。

狄納路丁
配音員：日本→矢部雅史，台灣→孫中台，香港→林國雄
蒙費梅伊的旅館「滑鐵盧旅館」的老闆。對金錢的貪婪比別人還要強，是個非常貪錢的男子。與尚萬強有一面之緣後和他為敵。身材短小精幹，眼境下垂有著紅鼻子的男子。時常掛著陰險又有企圖的笑容。滑鐵盧戰役的隨侍，自稱救了國家與將軍，即拿破崙一世的男人。
第14話為止，他都不知羞恥穿著拿破崙時代的法軍的軍服。不過，第23話來到巴黎1年後，穿上了不是軍服，但是是與軍服相似的西裝，沒有戴上以前常戴的帽子。
沒有絲毫想要工作的意願，從旅店的時候和別人央求錢拿來儲存著。其中受害者是支付珂賽特的養育費的傅安婷。珂賽特被當作搖錢樹，即使如此她也任意驅使被虐待著。口頭禪是「要如何向客人（他人）獲得金錢呢？要如何快樂的得到呢？」。
但是，因為他向別人借錢而欠下債務，聖誕節前夕（第12話）時，想索取1500法郎。那天夜裡他確定見到的尚萬強「是個大富翁」。
當談判要帶走珂賽特時，他要求尚萬強付出鉅款，但是他想要更多，結果因為他的多嘴使的免費交付珂賽特的處境。因為這件事情，他心裡非常憎恨神秘的男人尚萬強。在偶然的情況下知道了他叫尚萬強，復仇的心意燃燒著。
第21話結尾時從蒙費梅伊徹夜逃跑。來到巴黎的一年來在橋下過著困苦的生活，之後他想出了神祕的送信『工作』。之後在高爾博公寓時他化名為「張德列特」，住在閣樓最裡面的房間裡。還是一樣一點也沒有要認真工作的想法，女兒們認為她們只是他的「為了工作的用具」罷了。他總是非常的主張著「總有一天一定會東山再起的」，不過在被警察逮捕之後，他的好運全沒了。逃獄之後，就把巴黎的下水道當成住的地方了。
事實上「滑鐵盧旅館」是他用滑鐵盧戰役時從受了重傷的馬留斯的父親彭梅西那兒偷走的金錢所開的店。真的從戰死的人身上偷了錢開店的泰納第，在戰場上因為彭梅西對他“開店”有所贊助，彭梅西不知要如何的感謝他救了他(在第44話他的台詞)。他用那樣的表情和鼻子笑著那個樣子的彭梅西。
與尚萬強再次相見之際，看著尚萬強背著的馬留斯一眼，並指摘他說「（尚萬強）你奪取這著青年的金錢還殺了他」，他乘尚萬強不注意偷偷的撕下馬留斯腰上面的一塊紅布，放進口袋裡。不過這是他指摘時看到的假象，只是被他誤會了。
在第51話裡，他化名「泰納爾男爵」，對馬留斯說出對尚萬強的不好的評價，並且還展示那塊有著紅色包巾的一部份給他看，因為他的這個舉動，就被馬留斯發現了事情真相，原來他要找尋的恩人就是尚萬強，而馬留斯當場就拆穿他就是幫助他父親的「泰納第」。
在當他知道馬留斯就是滑鐵盧戰役時他幫助的「將軍」的兒子時，原以為馬留斯會對他報恩的，但是結果顯然是失敗了。在馬留斯不打算給他金錢時，他突然拿出了小刀來威脅馬留斯，這個時候賈維爾就以他是逃獄犯的現行犯為由將他逮捕（原作中他從馬留斯那裡得到了金錢支票，就和雅潔瑪一起到美國去，做出買賣奴隸的勾當來。）
老闆娘
配音員：日本→堀越真己，香港→雷碧娜
泰納第的妻子。只非常喜愛自己的女兒、讓自己丈夫害怕的還要個子高大的胖女人。有著死魚眼和豐厚的嘴唇，給人的感覺是非常陰險的壞人。
到第14話都是穿著白色的罩衫和茶色的連身洋裝，長及腰的圍裙。然而，第23話開始穿著兩肩黑色與灰色的連身洋裝與燻黑色的白色罩衫，還穿著燻黑色的圍裙，到巴黎將近一年已經證明生活非常窘困了。
對別人的女兒珂賽特及親生兒子加夫洛許非常的不滿，他們兩個平常都飽受她的虐待。而對親生女兒就像是對待洋娃娃。
對丈夫的失敗與惡劣途徑與具備很深的忌妒。對於金錢也非常執著，對於珂賽特的事情要他拿出錢來才可以。
但是，卻被尚萬強給拒絕了，結果因為多嘴「搖錢樹」珂賽特就這樣沒了。傅安婷的寄錢和借錢計畫方面就這樣計畫就全泡湯了。對將來的生活感到不安，結果不安的生活實現了。
在珂賽特被帶走的5年後，除了加夫洛許之後的家中四人，全部一起離開蒙費梅伊了。
來到巴黎後在橋下生活過，丈夫的「工作」是在高爾博公寓生活著。沒有珂賽特與加夫洛許的現在，不知何時開始被自己的大女兒愛波寧叛逆非常不滿。對巴黎現在的生活常常嘆息，對比自己生活還要好的珂賽特感到強烈的忌妒。由於在某一次做了犯罪的事情，家族的其他成員被逮捕。現在跟二女兒雅潔瑪一起待在同一間收容監獄裡。盡量想著丈夫和藹可親的模樣。
她出獄的時候，消瘦了許多。
原作中她在聖拉薩爾監獄中死去，在動畫裡她很平安的出獄了。在珂賽特與馬留斯的結婚典禮當天她決定改過自新，與雅潔瑪一起回到蒙費梅伊去。她知道愛波寧死亡的消息，她告訴雅潔瑪要連她的份也好好的把握，並且說要幸福的過日子。
愛波寧/艾波妮
配音員：日本→笹本優子／大塚友希（幼少期），香港→曾秀清
泰納第的大女兒。與珂賽特年齡相仿、自尊心很高強的少女。與母親有非常相似的解離性症狀方面的病，對別人也有由衷感謝的地方，也有溫柔的一面。第一次登場時4歲。垂掛著暗褐色的頭髮與綠寶石色的眼眸。
到第14話為止都是穿著粉紅色的摺邊連身洋裝與白襪子，黑色皮鞋這樣子好好打扮著。
但是，第23話在登場時，穿著灰色沒有領子的破爛襯衫與顏色褪掉的茶色裙子，垂下的髮絲用紫色的布紮著頭髮，穿著木頭製的圓口平底鞋，生活的如此困窘讓觀眾去想像她是怎麼生活的。是一位不輸給珂賽特的美少女，8歲時自信滿滿的表情已經消失了。個性有著和善的地方與灰暗的悲觀，對自己沒有自信。有著很強的感情復合問題的“幻滅型”。
仿效父母把珂賽特當作女傭一樣看待，虐待她覺得很有優越感。但是，她對珂賽特的忌妒心可是越來越強。由於神秘的男子尚萬強登場後把她的自尊心都粉碎了，對珂賽特懷抱的憎恨是一天比一天高了。
然而5年多的歲月過去了，她跟著父母與妹妹雅潔瑪一起趁夜逃往巴黎。然後再過了將近1年之後，就寄住在高爾博公寓裡。從天生的自尊心，到現在自己身在何處的處境感到非常討厭，對家人的態度也越來越疏遠了。另一方面她對高爾博公寓的鄰居馬留斯抱有小小的戀愛之心，少女的糾紛成為了後面故事中的重要情節之一。
因為某件事情使的家族成員都被逮捕，她只好一個人過生活。與別人交談的人際關係卻是少到幾乎沒有。
常暗地跟蹤馬留斯的並在後面支持他。在知道了馬留斯戀人是珂賽特之後，打算奪走折磨她重要的東西。本來是很和善的對待馬留斯的愛，但是有她卻突然跑掉了……。第36話開始她女扮男裝的裝成都市裡的工人。在女扮男裝的時候感情被強大的憎恨控制時，她的聲音會變的很低沉。
其實，從她小時候就有在母親身邊被疏遠的感覺，一心也想要在美滿的生活得到父母親的愛。孤單又寂寞的她一直非常羨慕備受欺負的珂賽特有母親給予她的愛（第37話）。第38話偷溜進普魯梅街珂賽特的家中，看到了珂賽特寫著「出門去」的信，可是她把珂賽特的信給偷藏起來，理由是因為她不想珂賽特把信交給馬留斯，因此她裝成別人催促馬留斯參加革命。
1832年6月5日的夜晚。對以為被珂賽特憎恨的馬留斯非常抱歉，她躲在遮蔽物後面偷偷看著馬留斯，結果出乎意料之外警察發現了馬留斯。她為了保護馬留斯結果被警察的子彈給擊中而倒下了。子彈射中了她的左胸，造成傷口大量出血不止。馬留斯將她抱起來，而她在糢糊的意識中向他坦白。把馬留斯捲進“革命”的原因，與珂賽特的關係，弟弟加夫洛許的事情……還有，對馬留斯的感情。並表明真心，說「我不想騙你」，說出了她到普魯梅街珂賽特的家偷走要交給馬留斯的信。在和馬留斯做了最後一個約定之後，在馬留斯的注視之下安息了。最後的話是，「馬留斯先生。我，好像和你談了戀愛很久……」。
死前的約定，很快，馬留斯完成了她的意願。得年18歲。她的遺體被安置在馬白福的旁邊。
雅潔瑪/艾潔瑪
配音員：日本→間宮久留美／鎗田千裕（幼少期），台灣→雷碧文／龍顯蕙（幼少期），香港→楊善諭
泰納第的二女兒。「盤著長長髮捲」類型的少女。第一次登場時是2歲。虎瞳色的謎樣眼眸，眼角下垂的大眼睛，顯現出非常印象深刻的愚蠢表情的身材嬌小的少女。
到第14話為止都是用明亮的藍色絲帶綁著兩個髮辮，有摺邊的白色罩衫與淡藍色的圍裙洋裝，白襪子與茶色的皮鞋，與姊姊相較之下較不起眼的打扮。
到了第23話再登場的時候，用的與姊姊不同顏色的卡及色的布把頭髮綁成馬尾髮型，灰色的舊罩衫與卡及色的圍裙般的連身洋裝看起來非常樸素。與姊姊一樣，是個成長為十二或十三歲左右的美少女，有著與母親相似的大胸部和豐腴的體態，不過她的毅力和小時候完全沒有改變。但是，她的良心是和平常一樣的。
與姊姊愛波寧一樣，在母親的呵護下成長，所以沒有足夠的自主性和獨立性。和父母親與姊姊一起欺負將比她年長的「女傭」般的珂賽特，但是不是出自她的本意就不清楚了。
尚萬強帶走了重要的珂賽特感到非常羨慕，珂賽特不在家時她感到非常的寂寞。
珂賽特被尚萬強帶走過了五年左右的某日，與父母還有愛波寧一起趁夜逃往巴黎，一開始來到巴黎是在橋下過生活。這樣的生活對她來說變成了心靈上的傷害。父親和壞人聯手，家人被參與和犯罪之間的事情來，表面上沒有顯露非常討厭的臉（但事實上，她真的覺得非常討厭）。因為幫助父親做了犯罪的事情而被逮捕，與母親一起在監獄過著每一天的生活。現在的夢想是回到蒙費梅伊，與母親和愛波寧3個人一起繼續經營著旅館。
原作中與愛波寧一起被關到馬德隆奈特監獄裡，但是後來因為證據不足而被釋放。在那之後，做為警察的下人而一直工作著，一方面也知道父親的陰謀詭計。但是，動畫裡與母親一起從監獄中出來回到蒙費梅伊去。她與母親一樣，知道了愛波寧死亡的消息。
除了愛波寧之外，有十個人都被賈維爾給逮捕了。與泰納第在一起的那幾個人也一起被關到監獄裡（在不久後，泰納第、巴伯、克拉克斯、古爾默逃獄成功。）

### 在濱海蒙特勒伊生活的人們
亞蘭
配音員：日本→勝杏里，香港→張裕東
從其他村莊來到濱海蒙特勒伊的孤兒。在原作中沒有出現的動畫原創角色，是尚萬強最先收留的孩子。還有他弟弟丹尼爾（配音員：真田麻美，香港→謝潔貞）與妹妹瑪麗（配音員：今野宏美，香港→何璐怡）一起。
他為了弟妹們去偷麵包，結果被逮。在他被馬德廉市長即尚萬強所幫助後，被馬特尼路聘為雜工。他在作為尚萬強的左右手之下活躍的成長，之後為了救助像自己一樣的孤兒們，而從事慈善事業般的工作。他打從心裡的信賴著尚萬強。
他發現被工廠解雇而流落街頭的傅安婷，隨後他和尚萬強一起救助她。他們和桑布莉斯修女一起幫助被帶到醫療所的她。在知道尚萬強的真實身分是罪犯後，他還是和以前一樣繼續仰慕著尚萬強。之後，他繼承了尚萬強的工作。在將近九年的時間裡，他作為濱海蒙特勒伊的代理市長而工作著。
梅耶
配音員：日本→瀨畑奈津子，香港→林丹鳳
馬德廉工廠裡的女主管。身材瘦小的老婆婆。因為發現傅安婷有女兒，在沒通知市長的情況下就很武斷的把她給解僱了。
但是，對於流落於街頭生活，而被帶到醫療所裡養病的傅安婷「全都是為了迴避糾紛」她誠心道歉。
為了去帶回珂賽特而前去蒙費梅，但是因為遭到獅子開大口而不夠錢帶走科絲迪，回去向市長報告，結果一來一回法天妮便等不及了。
瑟芬
配音員：日本→田中敦子，香港→謝潔貞
馬德廉工廠裡工作的女工。有著紅色的秀髮，穿著灰色的工作服，頭上綁著灰色頭巾。
在她拜訪傅安婷的住處時，發現了她有女兒珂賽特這件事情，並且把這件事情告訴其他工作上的同事，讓大家變的開始討厭傅安婷這個人。不過後來她自己好像有點後悔了。
原著的瑟芬是芳婷/法天妮的好友，同樣是針織女工，同樣迷上了大學生，跟法天妮一樣有著戀愛對象，結果同樣是被對方當作年輕人愛情的玩意兒，遭受拋棄。
其名字瑟芬在原著也提到過，是來自於「約瑟芬」的簡稱。
珊培麗絲
配音員：日本→金井美香，香港→黃麗芳
在馬德廉醫療所工作的修女。常常為了貧窮的人門四處走動。非常信賴馬德廉市長在慈善方面的熱心，仰慕著他。
她和亞蘭一起幫助活不久的傅安婷，當她的看護，一直在她臨終時都是。對於之後來到濱海蒙特勒伊的珂賽特，桑布莉絲對她說出傅安婷在生前所說的一切。
口頭禪是「不可以說謊，說謊是罪惡。」她以這個為信條……。
達莉亞
配音員：日本→熊谷妮娜，香港→鄭麗麗
馬德廉工廠裡工作的女工。有著棕色的頭髮，穿著茶色的工作服，頭上綁著灰色頭巾。
在馬德廉工廠休息的時候，時常想找傅安婷去聚會一下，可是每一次傅安婷都拒絕了她的邀請。
在傅安婷有小孩的事情被發現之後，她和瑟芬一樣討厭傅安婷這個人，在傅安婷窮途潦倒的時候，還說了她的壞話。
瑪格麗特
配音員：日本→巴菁子，香港→區瑞華
傅安婷住在公寓時的鄰居，是個很好心的老奶奶。
在傅安婷待的工廠被解僱之後，她看到她落魄的樣子，覺得很可憐，想要來幫助傅安婷，可是傅安婷卻回絕了她的好意。
由於傅安婷之後的工作未能如期完成，而沒得到落款，因而付不起房租，在傅安婷離開之前，還詢問她有沒有別的地方住，還真是個很會替別人著想的人。

### 在蒙費梅伊遇到的人
多隆
配音員：日本→進藤尚美，香港→伍秀霞
愛波寧的同班同學，有著棕髮與黑色眼眸的英俊少年。在動畫裡才出現的原創角色。
他是愛波寧的單戀對象，然而他本人是關心珂賽特比愛波寧來的多，愛波寧被認為是《是欺負珂賽特的壞孩子》。時常看著珂賽特在神父那裡學習認字，並且支援她，幫助她。
但是，之後和家人一起搬家了。
老婆婆
配音員：日本→羽鳥靖子，香港→蔡惠萍
某個旅店的老闆娘，是個看起來不太友善的老婆婆，名字不詳。
泰納第在自家滑鐵盧旅店外消費時，留下了欠款，他與老闆娘要她去請求這位老婆婆高抬貴手，給他們一個月的時間。
一開始她不答應，後來跟在一旁的加夫洛許也一起苦苦哀求之後，就心軟了給了他們10天的時間。
理夏爾神父
配音員：日本→岸祐二，香港→張錦江
在珂賽特回家的路上，遇到新來蒙費梅伊村的神父。動畫裡才出現的原創角色。
待人十分親切，教導珂賽特識字就是從她名字『珂賽特』開始教起，他教導她讀書識字，但是之後因為發生的不明的原因而被調去別的教會。
第52話裡，在尚萬強創建的學校裡擔任老師的職務。
法穆葉
配音員：日本→松本保典，香港→劉昭文
前來蒙美爾美的滑鐵盧旅館投宿的客人，是個很好心的年輕人。
他在旅館對大家說出他曾經住過濱海蒙特勒伊這個城鎮，從那裡得到了工廠所製作的黑玻璃鈕釦，珂賽特看到之後覺得好漂亮。
在隔天他要離開時遺失了一個黑玻璃鈕釦，他本人並不在意，可是沒有在當晚出現的愛波寧居指認珂賽特是小偷，就在這時修修找到了那個釦子，珂賽特就跑去還給他那個釦子。
貝蘭傑
配音員：日本→西村知道，香港→盧國權
在第7話於泰納第的滑鐵盧旅館住宿的客人，他向泰納第一家介紹了巴黎是個多麼好的地方，而且是個花都。
在一旁工作的珂賽特聽到此事，就說出她以前住過花都巴黎，讓他知道珂賽特並不是泰納第家的孩子，還和她情投意合的說著巴黎的事情。
第2天退宿後給了珂賽特和加夫洛許蛋糕和風景明信片，並對珂賽特說「從今以後會變的很辛苦，要加油喔！」，從這段話可以斷定，他以知珂賽特受到泰納第一家(加夫洛許除外)的欺負，但他又無能為力，所以才會對珂賽特說出這勉勵的話來。
穿黃色外套的男子
配音員：日本→乃村健次，香港→陳廷軒
曾經被尚萬強幫助的男子，時常穿著很醒目的黃色外套。
在尚萬強被賈維爾追捕的時候，他將他自身的外套給了尚萬強，讓他避人耳目，並幫助他逃走。

### 阿拉斯高等法院
項馬第
配音員：日本→辻親八，香港→李錦綸
曾被誤認為是尚萬強而被逮捕的男人，然而他不過是與尚萬強長相有一點相像。
當時，為了達成傅安婷約定而前往蒙費梅伊的馬德廉實際上是尚萬強，但是馬德廉為了洗脫項馬第所背負的莫須有罪名，打算優先去救他，在法庭上表明了自己的真實身分。
史尼第
配音員：日本→高塚正也，香港→林保全
一個監獄犯，曾經和尚萬強待過在一起過，作為指認尚萬強的證人。
在馬德廉還沒有表明自己的真實身分是尚萬強之前，他認為眼前的項馬第就是尚萬強。不過在馬德廉要他和柯修巴看了他的臉之後，他才驚覺發現真正的尚萬強就是他。
柯修巴
配音員：日本→永野善一，香港→馮錦堂
一個監獄犯，曾經和尚萬強待過在一起過，作為指認尚萬強的證人。
在馬德廉還沒有表明自己的真實身分是尚萬強之前，他認為眼前的項馬第就是尚萬強。不過在馬德廉要他和史尼第看了他的臉之後，他才驚覺發現真正的尚萬強就是他。而尚萬強還說出他左腕上的烙印，是拿破崙皇帝登基的那一年烙上去的。

### 比克普斯修道院
佛修里文
配音員：日本→石森達幸，香港→陳曙光
在他被壓在貨運馬車下的時候，被馬德廉實際上是尚萬強所救的老人。有著天狗鼻和蜷曲的頭髮和眉毛，其特徵是圓形的雙眼。
原本他看待馬德廉市長時，好像看到仇人似的很冷淡的看著。但是在他被尚萬強得救後，他打從心底的改變了想法，對於之前看他不順眼讓他覺得很羞愧，因此他決定改變自己狹隘的心胸。但是因為馬德廉市長做了這件事情，更加深的賈維爾對馬德廉市長的猜疑。
第18話時，在布吉·比克普斯修道院中以園丁的身分再次登場。與尚萬強和珂賽特一起在身邊協助與保護「想要盡一份力為之前的事情報恩」。現在他有時會被修道院長交代去完成一些事情，和以前相比真的改變很多，變成一位和藹慈祥的老爺爺。在第18話接受了修道院長的委託後，開始為尚萬強做一些為未來打算的計畫，他拜託修道院長讓她承蒙諒解，讓尚萬強以他的弟弟尤提姆·佛修里文的身分與「姪女」珂賽特安頓在修道院裡。
與尚萬強相處時稱呼他「馬德廉先生」，與珂賽特相處時稱呼她「大小姐」(之後稱呼她「珂賽特」)這樣敬愛的稱呼著他們。
在修道院與尚萬強再次相見時，就要馬上迎接第6年的秋天（第22話）時去世。
修道院院長
配音員：日本→定岡小百合，香港→蔡惠萍
尚萬強與珂賽特所逃進的布吉·比克普斯修道院的院長。從第18話登場。從外表看起來大概是年紀在50左右的女性。戴著白色方面紗(臉布)，白色的貼胸衣和黑色的衣服穿上身，細小的眼睛穩定的閃耀著光輝。不過，對於規則方面卻是非常的嚴苛的，「男人勿近」這一種事情在賈維爾警官與手下想要進修道院卻吃了閉門羹，搜查尚萬強的事情就被阻止了。
在尚萬強來之前對這裡唯一的男人佛修里文是非常信賴的，第18話時，為了某個修女的遺言因此把空的棺材埋葬她就交待給佛修利萬去處理了。委託成功時，而且她在老早之前就聽說佛修里文的委託――因而接納了將弟弟尤提姆來這裡做園丁，而女兒以寄宿生的身份來到修道院這裡接受教育，就把尚萬強與珂賽特迎接來修道院了。在那個時候，珂賽特聽帶她說「妳將來一定可以成為一位出色的修女」。
順便一提，在她面前禁止提起和男人有關的話題。
葛利比
配音員：日本→吉田裕秋，香港→雷霆
挖掘墳墓的幫手，是個年輕的男子，家裡還有老婆和孩子要養，聽說他是為了代替已經老到退休的梅蒂安尼爺爺的新幫手。
他是個滴酒不沾的人，由於梅蒂安尼爺爺不來，讓在一旁的佛修里文有點驚慌失措，因為如果不是梅蒂安爺爺的話，讓這個年輕人埋棺材，可能會待在棺材裡的尚萬強難逃悶死的命運。
為了尚萬強，因此佛修里文偷偷的把他的說明書藏了起來，並告訴他如果沒拿說明書就要罰十五法郎的錢，以此讓他驚慌失措的回家裡找，可是都找不到。佛修里文就利用他離開的時間，把尚萬強弄了出來，並且把空的棺材埋好了。並向看門人問了地址，來到來他家，並歸還他藏起來的說明書。他為了感謝他，在佛修里文離開時，對他說：「下次來我家，我請您喝酒吧！老爺爺。」
梅蒂安尼
佛修里文的朋友，是個挖掘墳墓的老爺爺。
布吉·比克普斯修道院如果有死去的人，都是由他親手挖掘墳墓並埋葬的。在動畫裡他是已經老到退休，本人並沒有登場，把工作交給了葛利比，在原作中他卻是已經去世了。
碧雅翠絲
配音員：日本→澤城美雪，香港→張頌欣
從第20話登場。寄宿生的高年級的學生，寄宿生們裡的委員長。波浪型的亞麻色的長髮與淺青藍色的大眼睛，穩重又大方的美少女。
貴族出生。珂賽特在寄宿學校中，聽到的某個規則是，把耳朵貼在牆壁上凝聽外面發生的事情就覺得很快樂，「大家都在期待著自己的白馬王子」，而她很親切的把這想法交給其他的女孩子。
在第21話的時候從女子學校離開，回到自己的家裡去了。在第50話與奧黛麗、夏綠蒂她們一起參加珂賽特的結婚典禮。
奧黛麗
配音員：日本→戶松遙，香港→楊善諭
從第20話登場。寄宿生的高年級的學生，寄宿生裡們的大姊姊。與碧雅翠絲在一起的時候非常多。天然燙髮與栗子色的辨髮，白色帶子束起，有著碧綠色的眼眸的少女。外表看起來很活潑，但事實上並不是。
進入女子學校的時候，她和碧雅翠絲一起做起督導的工作，幫助珂賽特很多事情。喜歡想像給花兒澆水時，你給花兒澆水它們也會傳遞愛給人們。
在第21話時碧雅翠絲離開之後，和珂賽特成為了親密好友。將來的夢想是要當一個修女，第22話時夢想實現了，她以修女的身分和珂賽特道別了。
夏綠蒂
配音員：日本→佐佐木望，香港→何璐怡
從第20話登場。寄宿生中最年幼的女孩子。第一位比珂賽特還要年紀小的朋友。淺茶色的像河童般的直髮，髮色是深茶色的而有的一雙大眼睛的孩子。其特徵點是像貓一樣形狀的小嘴。
喜歡吃的東西是蘋果，第20話睡不著覺的珂賽特有著與她一起吃著掉到地上蘋果的場景。
在珂賽特進入學校之後，和碧雅翠絲與奧黛麗在一起的做事時間也變多了。長大後也夢想著「白馬王子」。如果在女子學校的生活結束了，那她就會被父母給帶回家了。約定「(如果到秋天)再一起吃蘋果吧！」，但是這個願望並沒有實現，與珂賽特別離的時刻到來時。她就送一顆成熟的蘋果給珂賽特當禮物。

### 馬留斯的親友
吉爾諾曼
配音員：日本→小村哲生，香港→黃子敬
馬留斯的外公。單身的女兒與傭人們，與外孫馬留斯在一起生活的老人。住在巴黎馬萊地區的，菲爾杜卡維爾街6號。他現在年老了，但也會以和現在的社會型態而改變，法國革命以前是穿著貴族的衣服，有著咖啡色的肌膚與白色長髮的老人。非常頑固，生氣的話都會用拐杖相向，但是平常都是顯現飄浮不定的寂寞心情。在以前是社交界最有名的，各式各樣的接待與派對都少不了他，但是現在既使沒有邀請他，有著他也會去的感覺。
對於馬留斯的事是愛著的，馬留斯的親生父親彭梅西與其思想上的問題是對立的關係。對滑鐵盧戰爭失敗而落魄的彭梅西，他和吉爾諾曼約定馬留斯的人生，來自彭梅西給馬留斯的信全部都給燒掉。全部都是為了要控制馬留斯的想法，但是彭梅西的死卻全部都窩裡反。結果，使的馬留斯離家出走了。
馬留斯離家出走後，他態度惡劣的一邊罵他一邊像他的親生兒子一樣想像馬留斯的事。「革命」前因為（沒有見過面）認為身分的差距所以沒有承認珂賽特的事情，但是在與她見過面之後卻感同身受的接受了她，作為『馬留斯的結婚對象』，他已經變的非常認同珂賽特了，並且開始疼愛她。在馬留斯要在結婚之後與珂賽特在外面獨立生活時，他勸他們留下來陪伴他。
彭梅西
配音員：日本→石住昭彥，香港→朱子聰
馬留斯的親生父親。有著黑髮與下顎鬍的看起來威嚴又漂泊的軍人。在滑鐵盧戰役成功的時候，被拿破崙賦予男爵的稱號和地位。
但在拿破崙失敗後，地位和名譽就被剝奪而落魄。「被迫與馬留斯切段關係，不然馬留斯就不能繼承吉爾諾曼的財產」他被吉爾諾曼給宣判這樣的他，只好為了馬留斯今後的生活，不發牢騷的與馬留斯離別，並選擇在維儂這個地方生活。馬白福是他的第一個朋友，還有一些有溫柔心的人們，一起守護他而他一面過著那樸素又堅強的生活，一直到死為止。兒子馬留斯沒有發現他被看護到死的事情。
到教會做禮拜的時候，他坐在陰暗的角落看著馬留斯的到來，靜靜的默默的哭泣著。就在這個時候，與同時來到教會的馬白福相遇了。
在留給馬留斯的遺書中，在上面痛苦的寫滿了對馬留斯總總的深深愛情。那個內容讓馬留斯非常的心煩意亂，然而在不久之後知道了事情的真相後“對他變的非常尊敬”而開始愛戴他。
滑鐵盧戰役時被軍曹泰納第給救了一命。
馬留斯的阿姨
配音員：日本→小野未喜，香港→黃鳳英
吉爾諾曼的女兒，馬留斯母親的姊姊，原著姓名不詳，不過在「珂賽特：悲慘世界續集」中她被命名為阿黛萊德·吉爾諾曼。
常用綁蝴蝶結絲帶把細長的秀髮給綁起來，穿著樸素顏色設計的衣服於身上的中年女子。單身。
她照料著父親和馬留斯他們。代替著死去的妹妹，像馬留斯的母親一樣養育著他。
她以前時常帶著小時候的馬留斯一起去做禮拜的一位天主教的信徒，她對他像對待自己的親生兒子似的，非常的擔心馬留斯的事情。
馬白福
配音員：日本→島田敏，香港→陳永信
在維儂這裡生活的老人。個子小，戴著圓形的眼鏡。彭梅西還在世的朋友，知道他所有的遭遇。
老實穩定又開朗的溫柔老爺爺。非常期待彭梅西的兒子馬留斯的到來。馬留斯在去教會的時候與他再次相遇，他告訴他有關於彭梅西的全部事情的真相。
每天過著貧困又憂愁的生活，他讓別人直覺得他是重要又忘不了的心地善良的人。稱愛波寧為“精靈小姐”，稱加夫洛許為“小朋友”等等。
與幫傭嬤嬤普魯塔克在一起生活著，用餐時只要有麵包還有湯就覺得很滿足了，過著專心研究植物沒有出頭天的日子，生活過著越來越每況愈下。終於到了被貧窮追上的時候，希望過著寧靜生活的他，參加了充滿騷動的“革命”。
“革命”開始的1832年6月5日的夜晚。在堡壘與警察隊攻擊的最中間的，象徵革命的紅色旗幟倒掉了。「這種事情，我一個人就可以做好的」，在他把倒掉的旗幟插好的時候，他被堡壘外的地方上的警察隊的槍擊中了。在他被救之後，開始回來全部很幸福的所有幻想，幻想著“革命”成功了，然後滿懷喜悅的過世了。
加夫洛許與克爾菲萊克、雷格爾知道他死了非常傷心，安裘拉斯說「不能讓他的死白白犧牲」，因此在夥伴的面前發誓。
然後在幾分鐘後，桌子上就放著他宛如睡著的遺體，結果沒有辦法與馬留斯再次相見說話了。
普魯塔克
配音員：日本→水谷惠子，香港→蔡惠萍
在馬白福家工作的幫傭嬤嬤，她和馬白福同樣是很老實的人。在日子便的困苦之後，也會和馬白福一起傷腦筋並互相扶持的老奶奶。在她病倒的時候，馬白福把家裡最後一本書賣掉並買藥為她治病，至於後來有沒有好起來就沒有下文了。

### ABC之友參與者
克爾菲萊克
配音員：日本→竹本英史，香港：伍博民
與馬留斯的同班同學的青少年。深綠色的三色白眼在他整個背後有著巧克力色的頭髮，有著尖尖的下巴讓人印象深刻。「ABC之友」的一員。
第一次和馬留斯在圖書館見面時，很熱絡的跟他說起話來。他認為馬留斯是「以前是拿破崙那一邊的貴族」（保皇派），或也許是因為馬留斯看著關於拿破崙的書所以就這麼覺得。
對於在溫室中成長，對現實生活常識非常是欠缺的馬留斯，教他得到錢的方法(賣東西這件事)，是個行俠仗義很強的知識者。想要和專心用功當律師的馬留斯說話，無奈的介紹了高爾博公寓給了他居住。
從馬留斯那兒聽到的話，不過他不論是馬留斯或是吉爾諾曼都非常的同情，不過那個真摯的眼光常常被平民的生活給有所牽動，領悟到自己是不是應該做些什麼。和一些同伴與朋友一起組成「ABC之友」，馬留斯不太喜歡被他這樣多次邀請參加，但是最後馬留斯還是參加了。和其他的夥伴結識，做起了創造革命的秘密活動來，不過到了為民眾著想的賴馬克將軍死了之後才真的決定實行。從第40話開始與康布菲爾以外的『ABC之友』的朋友與成員在一起，守護著堡壘的最前線。
安裘拉斯
配音員：日本→岸祐二，香港：曹啟謙
有著淺金色蜷曲的長髮和藍色眼睛的美少年。位結社的中心而存在。第一次登場是有戴眼鏡的。
在可以吃到蛋糕的富有家庭出身的，但是因為看到現實社會的流浪兒童的生活型態受到衝擊之後，他思考著要如何改變這個社會型態。「情人是國家法蘭西」宣示他是愛著法國的。也同樣是富豪家庭出生，與馬留斯非常合得來，作為朋友認定的鏡子面，自己很討厭相信格蘭泰爾的話，但還是很冷淡的碰上了。
乍看之下是很豪爽的人，但其實內心思想是很成熟的。克爾菲萊克也是以樣的，他再一次喚起法國的革命的強烈思考後，等待行動。1832年6月5日，除了馬留斯與格蘭泰爾外，與『ABC之友』的成員們一起，在柯蘭特酒店的堡壘與警察們對戰。對小孩子很在意，但是對於很有氣度的加夫洛許，他讓他參加“革命”了。
還有，岸祐二是舞台中，同樣是扮演著安裘拉斯的角色。而且，本故事的安裘拉斯是目前影像化的作品當中，最忠於原作的是他的面貌。
因為沒有市民願意站出來，“革命”最後以失敗收場。尚萬強要他逃走，教導他要保住自己的生命，但是結果他卻辜負他的好意，選擇死守在堡壘那兒。
終於，到了最後……被追趕的那個時候，得到了格蘭泰爾的幫助。但是，逃到2樓後也被追趕的國民軍給包圍了。
“革命”一定會有誰來接續的――他終於知道格蘭泰爾的這番話的意思了。但是就在這時候，這兩個人的意見一致的這個時刻，他們卻被國民軍的槍擊中全身而死亡。
「一定……在未來…………」這句話成為他臨終時的話了。
在第47話裡，對於只剩他一人而感到絕望的馬留斯，安裘拉斯的亡靈託付給他，要他能創造自己的未來。
康布菲爾
配音員：日本→羽多野涉，香港：張錦江
戴著眼鏡，頭髮中分又富有知識的青少年。為了結社這參謀角色而存在著。
他常常能非常冷靜的分析事物，誰都還沒有想要革命時，他時常告知大家賴馬克將軍的事情，他時常受到大家所重視也時常督促著大家。他在第36話的結尾聽到賴馬克將軍病倒的消息之後，對夥伴們也暫時變的非常冷靜，但是在得知道賴馬克將軍死亡的消息之後，他終於決定要起義了。在柯蘭特的2樓那兒監視著外面的情況。第40話與馬留斯會合並且要馬留斯他綁上代表著「革命」意義的紅色布條。
普魯維爾
配音員：日本→藤田圭宣，香港：黃啟昌
與安裘拉斯在一起的青少年，他是跟隨在安裘拉斯旁的一位「親信」。在每個人當中，他穿著最好的外套，襯衫上面什麼都沒有。
原作中是以「尚‧普魯維爾」來稱呼他的，他有擅長東洋文學方面的天份的青少年，不過實在是看不出來。
在“革命”開始之前，把小手槍放在手裡默默唸著戀愛詩句。
在與國民軍戰鬥的時候被抓住，變成了俘虜。被繩子綁住，眼睛被矇起來的身影，在驚慌失措的夥伴們想要去救他的時候，他卻對著夥伴們朗誦著詩句，想要傳達他的感謝給夥伴們。在不久之後，他的背後受到軍隊的射擊而死亡。他成為「ABC之友」裡的第一個死者。
雷格爾
配音員：日本→內藤玲，香港：葉振聲
穿著灰色的外套與嘴巴周圍有著短鬍著的青年。他也是跟隨在安裘拉斯身旁的一位『親信』。
原作中是以『波蘇艾』來稱呼他，頭有點禿這樣的設定，但在這裡卻是以理平頭的方式來表示他。
在第39話裡他呼籲大家參加“革命”，他時常在巴黎郊外附近走動。在那個時候他遇見了馬白福，他帶他去堡壘的據點那兒，前往柯蘭特酒店。
格蘭泰爾
配音員：日本→森訓久，香港：梁偉德
有著長長的鬢角，臉上有著顴骨突出的青年。把酒當他的精力來源，自暴自棄的大喝特喝，時常都喝著酒的。所以常常登場的時候他都是以酩酊大醉的樣子登場。
什麼事情，什麼東西都不相信，不過只有相信安裘拉斯，他非常的崇拜著。他有輕視馬留斯他們的行動和態度，對於安裘拉斯的言行舉此他並沒有反駁。即使，被安裘拉斯罵他是「酒鬼」，被輕視時他也不在乎。
從第39話開始在1832年6月5日“革命”的時刻，舞台在酒店柯蘭特時他也照喝不誤的繼續喝酒。
在“革命”開始之後，他一直都是在喝酒，當他察覺到安裘拉斯有危險的時候醒來，幫助他解救危險。但是，馬上就被追上了，最後他和安裘拉斯一樣全身被槍射擊而死亡。到最後的最後安裘拉斯和他自己想“革命”一定會有誰承接下去的希望他們如此的深信著。
傅伊利
配音員：日本→松原大典，香港：劉昭文
『ABC之友』裡的青少年之一。
原作裡是孤兒，不允許波蘭分割，原作裡將他職業設定為製作扇子的工作者，但是在動畫中是哪個職業卻不清楚。
巴霍雷爾
配音員：日本→吉水孝宏，香港：陳卓智
『ABC之友』裡的青少年之一。
原作中被描寫成是爽快的作為『革命』以外的暴動的年輕人。
卓力
配音員：日本→千葉優輝，香港：黃榮璋
『ABC之友』裡的青少年之一。
原作中設定成是很神經質的懷疑自己有病的醫學院學生。
尤修魯
配音員：日本→鈴木琢磨，香港：劉昭文
提供「ABC之友」的當活動地點的一位柯蘭特酒店的老闆。也有小孩子在。
他與「ABC之友」的每一個人都很熟，對於這活動非常能夠理解。對於逐漸衰敗的巴黎他非常的擔心，因此在安裘拉斯要起暴動的時候，他提供他可以在柯蘭特這裡設堡壘。在“革命”開始之後，作為一個朋友他決定和警察作戰。
但是，在6月6日的早晨，受到安裘拉斯的「想要保護家庭的人(從堡壘)那個地方離開」，因使他接受了那個指示，其他的4個男人穿著國民軍的制服從堡壘那兒出來了。離別的時候，對克爾菲萊克說「如果和平的時刻到來請來店裡坐坐」這個約定。
米蓮
配音員：日本→川莊美雪，香港：陸惠玲
克爾菲萊克的情人。她和他的關係非常親密。在克爾菲萊克與朋友為了“革命”而站起來的時候，她與其他的女性朋友們一起為了受傷和用餐的時候幫忙。
但是，因為「ABC之友」的成員決定把女性和重傷患的人帶離開，所以不得以只好離開了那裡。離別的時候，她把項鍊交給了克爾菲萊克，後就道珍重。
在堡壘那兒被的國民軍的士兵們被鎮壓後，普魯維爾被公開處刑被當作警惕，堡壘那兒的狀況變的飛常糟糕。在最後的戰鬥，他們和其他的夥伴一起抗戰，可是他們在被槍擊和砲擊後都陸續的倒下了。
結果，她是在成員中唯一生存下來的人，與馬留斯一樣就只剩她一人而已。

### 火藥龍盟友
巴伯
配音員：日本→陶山章央，香港→李錦綸
從白天開始就到酒店喝酒的壞人，有著暴走猴子般的臉。
與泰納第合作要把尚萬強監禁在高爾博公寓的某一間房，他們一起辦到了。可是結果，因為馬留斯向賈維爾告發他們的事情，結果就被逮捕了，被關在福爾斯監獄裡。與克拉克斯、古爾默一起被關在同一棟監獄裡，不久後他先逃獄了，之後他擔任著逃獄的幫手。在逃獄之後他稱呼泰納第為「瘟神」。
克拉克斯
配音員：日本→遠藤純一，香港→劉昭文
有著細小的眼睛，長長的臉與黑色的長髮，在嘴邊有著八字鬍的男人。
他和他們是一起行動的，常在酒店吃東西。在原作中他經常帶著面具，用腹語術來說話，但是在這裡面完全看不到這樣的情形。
他接受了泰納第的邀請，幫助他監禁尚萬強，綁住尚萬強不讓他手腳活動。結果，他被賈維爾給逮捕，被關在福爾斯監獄裡。逃獄後，緊接著想要闖進普魯梅街尚萬強所居著的地方，然而……。
古爾默
配音員：日本→稻田徹，香港→葉振聲
在小貓男爵中體格壯碩，有著彪形大漢(海格力斯)身軀的男人。
和巴伯一樣白天起就在酒店喝酒。他和原作一樣是被評論為『體型壯碩的男人』。
和巴伯、克拉克斯一起在高爾博公寓監禁尚萬強，之後他看到在監獄裡待了約20年的男人‧尚萬強的強而有力的反擊力後。他就在尚萬強的反擊下被擊倒了，警察來之後也把他帶走了。接著在福爾斯監獄裡過日子。在第35話時逃獄。棄置泰納第準備要逃走。
蒙帕立斯
配音員：日本→遊佐浩二，香港→梁偉德
有著芥末色的頭髮，穿著華麗的衣服，與巴伯、克拉克斯、古爾默一起行動的美少年。
與愛波寧和加夫洛許他們非常熟，了解他們兩人的個性。他們兩人被他搭訕的時候，真的是非常的討厭他。他常說「當過一次過街老鼠，就無法改變的一直當過街老鼠的命運」。
在高爾博公寓的附近幫忙其他小貓男爵的成員，不過因為他沒有到現場，所以他並沒有被逮捕。之後他遇到加夫洛許，要他去幫助泰納第逃獄，對加夫洛許說也會幫忙那些人逃獄的。
在他知道“革命”發生時，他說「我們正好可以利用這在人們不知道的地方，做一大筆生意，大家意下如何。」
馬車夫
配音員：日本→鈴木賢，香港→黃榮璋
一個駕駛著蔬果貨物的馬車夫。
在巴伯與老闆娘的馬車被後面的警察追趕的時候，他前來故意把馬車上的貨物灑滿一地，即有可能是小貓男爵的一員。

### 其他重要人物
米里艾主教
配音員：日本→大塚周夫，香港→盧國權→林保全
米里艾爾主教救助了十分憎恨與不信任其他人的尚萬強，住在迪紐鎮（Digne）。
第二話裡他去世的消息被記載，尚萬強因此而驚嚇到。他在社會上是很有地位的主教。他收留了出獄後無處可住的尚萬強，並且善待他。但是尚萬強不但不報恩，還偷了銀製餐具。尚萬強被逮捕的時候，主教幫他隱瞞竊盜的事實（「為了作一個正直的人生活著」），之後把銀色燭臺也一併給了他，既偉大又有慈悲心。尚萬強從此決定改過自新，他發誓要為了身邊的人竭盡心力。
在他去世後的現在一直活在尚萬強的心中，在尚萬強迷失要不要坦白過去的時候出現在他的夢裡。並多次在無助時向米里艾爾主教作禱告及請求指示。
夏布伊
配音員：日本→水野龍司，香港→盧國權
巴黎的警政總監。非常看好賈維爾這個人，對於他為了逮捕尚萬強而從巴黎升官就是因為他的協助。
但是，由於「小貓男爵」在暗地裡活耀的情況變的越來越激烈，沒有辦法再為了逮捕尚萬強一個人再去派出這麼多警力，他之後轉為命令賈維爾去逮捕「小貓男爵」的成員。
賽麗絲婷
配音員：日本→工藤明，香港→曾秀清
珂賽特在到巴黎時遇到的小女孩，她看到珂賽特手上抱著的洋娃娃卡特琳。就向她媽媽撒嬌說也想要這麼一個洋娃娃。
之後珂賽特在運河上不小心弄掉了卡特琳，剛好掉到運河大叔的船上，那時候賽麗絲婷和媽媽在橋上路過的時候一眼就認出那是卡特琳，不久後尚萬強出現，拿回了洋娃娃。
管理員
配音員：日本→中谷有美，香港→區瑞華
在尚萬強與珂賽特進入巴黎後幾天後，找到的一個老舊高爾博公寓的管理員老婆婆，時常用疑神疑鬼的眼光來看待別人，是個讓人看了很不舒服的角色。
尚萬強以丹伯爾的名義，帶著珂賽特住進這棟公寓裡。她以懷疑的眼光看著他們，覺得他們不像是一對父女。
有一天在她打掃尚萬強與珂賽特居住的房間時，意外發現尚萬強的口袋裡有許多錢，讓她不知所措。賈維爾在發現有尚萬強的行蹤時，她就毫不猶豫的讓他進屋檢查。在警察搜查後，曾向警察抱怨沒有人來光顧入住。
瑪麗
配音員：日本→岡本麻見，香港→何璐怡
在盧森堡公園與母親一起散步的小女孩，一邊說著她長高長大的事情來。
珂賽特看到她們後，想起以前她與母親也是在這座公園裡快樂的走著，而且在公園裡的某棵樹留下紀錄身高成長的記號，看到之後想起尚萬強說過她母親已經去世的消息，不自覺的哭了起來。
杜桑
配音員：日本→金井美香，香港→區瑞華
第23話登場，在尚萬強與珂賽特家中做事的幫傭太太。
兒子和丈夫因流行病而死亡，之後生活所苦所以到教堂祈禱，在那裡遇見了尚萬強，不久後尚萬強雇用了她。
暗中幫助珂賽特與馬留斯的戀情，在戒備森嚴的時期，擔心珂賽特外出會遭遇到不好的事，還有珂賽特傷心時等等，她像疼愛她自己女兒般的疼愛著珂賽特。原作中在珂賽特結婚後雖然也一起去了，但是與家裡的傭人對立之後就離開了，動畫中在珂賽特結婚後在她的娘家照顧著加夫洛許他們那些孩子們。
勃更
配音員：日本→田村聖子，香港→蔡惠萍
現任高爾博公寓的管理員。前任的管理員似乎已經退休了。
“整理著平時沒有流氓會來的地方”。對於要來高爾博公寓居住的馬留斯，她和克爾菲萊克一樣的吃驚。
愛波寧對馬留斯所抱持的思念，她發現後告知她「你們(自己)與他所住的世界不同」。在泰納第家人在公寓被逮捕之後，她就不打算再繼續給人租房子住了，看到來這裡的警察她感到相當的討厭。
神父
配音員：日本→掛川裕彥，香港→盧國權
聖賈克教堂的神父，時常找尚萬強商量學校和貧童方面的事情。
由於尚萬強的多方面資助，在尚萬強有困難的時候，他也想盡一份能力為他做一切。也常常幫助在聖賈克教堂附近的貧童。
羅薩琳
配音員：日本→萩原惠美子，香港→伍秀霞
在第27話登場，一個出現在教會的女性，在禱告的時候突然昏到了，被杜桑與珂賽特所撘救，她有著咖啡色的頭髮，其身世是個與傅安婷相似的可憐女性。
為了寶麗特，她就外出去工作，因此她將自己的孩子寄託在認識的麵包店的老闆家，後來隔一年回去時，寶麗特卻不見了，讓她非常的傷心難過。
在她醒後對尚萬強與珂賽特說出她可憐的身世，自己又不識字，由於一直籌不到錢，而要去接寶麗特的時間從3個月變成了1年。一旁的珂賽特聽了，就彷彿在她身上找到自己母親的影子，不自覺的眼框泛出淚光。
在尚萬強、加夫洛許還有ABC之友的等等的幫忙下，終於找到了寶麗特，母女倆終於重逢了。
寶麗特
配音員：日本→三瓶由布子，香港→張頌欣
羅薩琳的女兒。是個紅頭髮的6歲小女孩，身上穿著男性服裝。
起初她被寄託在熟人的麵包店裡，由於老闆一直遲遲沒有羅薩琳的消息，老闆就說羅薩琳說不定不要她了。
由於她可能聽到老闆講的這些話，因此她很傷心的離家出走。在傳出要找她(寶麗特)的消息之後，在尚萬強、加夫洛許還有ABC之友的等等的幫忙下，順利找到了她，並且與母親羅薩琳相見了。
布萊斯
配音員：日本→三瓶由布子，香港→林丹鳳
從第34話登場。與加夫洛許一起行動的兄弟裡的哥哥。7歲，父親在去年死亡，母親因為流行病的關係而病死了，為了要去親戚的叔叔的家，但是寫著目的地的地址的紙卻在路上弄丟了，變成了迷路的孩子了。
為了吃東西，他打算進入理髮店向老闆乞討，但是卻在這裡被趕了出去，之後得到加夫洛許的支援。從今以後和加夫洛許一起行動，在巴黎街頭生活學會了不少知識。他就像是加夫洛許的親“弟弟”一樣。
之後隨著日子的過去變的愈來愈有體力，之後終於想到利用唱歌的方法來賺取生活費。
雨格
配音員：日本→德永愛，香港→梁少霞
從第34話登場。與加夫洛許一起行動的兄弟裡的弟弟。5歲。與哥哥一起要到親戚的叔叔家，但是最後在巴黎過著流浪的生活。
與哥哥一起受到加夫洛許的幫助，之後學習到為了食物而謀生的技術。與哥哥一樣，他就像是加夫洛許的親“弟弟”一樣。
尚萬強發現修修和在公園那兒的兩人，接著保護著他們。之後他們就和加夫洛許一起在羅馬梅街的珂賽特家中住了下來。
賴馬克將軍
全名是尚·馬克西米利安·賴馬克【Jean Maximilien Lamarque】，真實人物。
他對於人民對政府冷淡的態度有所看待，他是唯一站在人民的立場行動的人，因此受到人民的信賴和愛戴。
經常到貧窮人民所感染或霍亂的醫院去看一看，之後因為他也染上這病而逝世。在他死後巴黎的人民，開始喚起時來運轉的革命。葬禮的執行日1832年6月5日，終於人民開始站起來了……。
小傑爾維
配音員：日本→日比愛子，香港→伍秀霞
第46話在尚萬強的回想過去時登場。
在迪紐鎮的教會，因為偷了銀製餐具而被米里艾主教救助的尚萬強，他之後在行走的路上遇到滿腦困惑的尚萬強。
只因為他掉落了一枚40蘇的硬幣，而他與尚萬強之間卻發生過這樣的事情。因為這件事情之後演變成賈維爾追捕尚萬強的理由之一，同時，因為這件事讓尚萬強想起米里艾主教所說的要做個「正直的人」，這變成了他改過自新的開端。
高優納
配音員：日本→福原耕平，香港→陳欣
第48話裡，馬留斯為了找尋找救助他的恩人，而找到當時所目擊到的馬車夫。
他一看到馬留斯，嚇了一跳，沒想到他還活著。他告訴馬留斯要好好謝謝那位救他的恩人，根據他的描述，那個人的身軀很大，身體也很結實，兩隻手就把阻擋道路的堡壘的瓦礫給搬離，不過當時因為很昏暗，樣子卻不記得了。只是馬留斯沒想到他所描述的那個人其實就是珂賽特的養父「佛修里文先生」，也就是「尚萬強」。
珂賽特的女兒
配音員：日本→松元環季，香港→何璐怡
珂賽特與馬留斯之間所生的女兒。與年幼時的珂賽特長的很相似。在「珂賽特：悲慘世界續集」中確實珂賽特和馬留斯有一子一女，女兒被命名為傅安婷·彭梅西，但此女的名字在動畫中並未公布。

## 與原作相異的地方

### 基本的設定
- 主角從尚萬強變更成珂賽特。到目前為止，世界名作劇場都是以少年和少女為主的類型。

- 珂賽特有母親傅安婷的記憶；原作中沒有的「從女兒到母親的想法」是本作品一個最大的賣點。

- 第1話時珂賽特以3歲設定；原作中是「快要3歳了」。而且設定愛波寧4歲，雅潔瑪2歲；原作中愛波寧是「出生後30個月（2歲半）左右」，雅潔瑪是「出生後18個月（1歲半）左右」。

- 第2話的時候加夫洛許登場了；原作中是在2年之後才出生的，除此之外還被添加了「珂賽特的好友」這樣的設定。原作中加夫洛許活耀的時候是在去了巴黎之後。在原作中，「加夫洛許」並不是他的本名，那是在泰納第去巴黎後自稱是「張德列特」之後，他所改的名字，因此在蒙費梅伊這裡並沒有設定成他的本名。原作中加夫洛許並不認識珂賽特與尚萬強。

- 第1話登場的亞蘭與他的弟妹，動畫第4話登場的神父與多隆、第20話登場的碧雅翠絲、奧黛麗、夏綠蒂，第27話登場的寶麗特等均是動畫裡的原創人物。

- 第3話登場的小狗雪雪也有在原作中出現。最初是打算作為主角的夥伴兼寵物的設定，但最後作為加夫洛許與布萊斯、雨格，還有珂賽特重要任務時的好幫手。

- 原作中，珂賽特主動稱呼尚萬強為「爸爸」；動畫裡最初稱呼他「叔叔」，後來她聽從尚萬強的指示，稱呼他為「爸爸」。

- 法文裡，布吉比克普斯修道院的女老師稱之為教母「メール」（Mère，母）、桑布莉絲是普通的修女「スール」（Sœur，姉妹）這樣來表現，原作和翻譯都是有的，然而這作品與身份並沒有關聯，因此修女就都以英文シスター（Sister，姐妹的英文翻譯）來表現。而這裡的地名「モントルイユ．シュル．メール」原文是Montreuil-Sur-Mer，在英文表示為Montreuil-On-Sea，Sur-Mer等於On-Sea，意思是濱海，所以這地名濱海蒙特勒伊就是這麼來的。

- 愛波寧的人物設定與演出較原作豐富，在故事進入珂賽特少女時期後成為實質上的第二女主角。原作中愛波寧是個包打聽且對犯罪毫不在乎的女孩；但是在動畫裡，對於家人的卑劣行為與惡行卻表現出明顯的厭惡，也討厭因為貧窮而淪落為犯罪者的行為。

- 動畫裡馬留斯有著暗淡色的金髮與褐色的眼睛；原作是黑髮與黑眼。

- 除了蒙帕納斯以外的小貓男爵，還有安裘拉斯以外的ABC之友方面的成員設定都被簡略了。

- 動畫裡，珂賽特、馬留斯、愛波寧3人的關係中出現了橙色金盞花的象徵。

### 第一至第十三話
- 故事是傅安婷有結婚，珂賽特的父親死了這樣的設定。原作的設定是傅安婷未婚，在生下珂賽特後。她捨棄了故鄉。回到圖魯茲的老學生菲利克斯·陶米葉斯並沒有登場。

- 原作中是傅安婷回到出生的故鄉濱海蒙特勒伊找工作的途中，傅安婷把珂賽特寄託在泰納第家，不過在動畫裡卻捨棄傅安婷出生的故鄉這個設定，變成她從泰納第的口中得知濱海蒙特勒伊有可以工作的地方，而要寄養珂賽特的提議，也變更成從泰納第那裡提出來的。

- 第1話珂賽特就開始從事勞動的工作，但在原作中被泰納第家給任意驅使是在她5歲的時候。

- 第2話尚萬強的回想，大幅縮短他洗心革面的故事（第46話詳細描寫他的回想。）

- 第2話到第11話關於珂賽特的故事大部份都是動畫原創的部份。

- 第4話時珂賽特從村中教會的神父那裡學會了讀書寫字，原作中逃向巴黎的途中尚萬強是教她讀書寫字的。

- 動畫裡瑟芬得知珂賽特的存在，梅耶知道後就在工廠把傅安婷給解雇了，原作中是個很壞心的工廠女主管老婆婆wc‧維克圖寧夫人在前往蒙費梅伊的時候看見珂賽特就把傅安婷給解雇了。瑟芬在原作上是與傅安婷要好的一位針線女工，跟達莉亞、寵兒Template:Favourite四為一體跟四位大學生娛樂、戀愛，但最後也各自被自己的情人拋棄。

- 第6話珂賽特8歲生日來臨前傅安婷被工廠給解僱了，原作上傅安婷死前約1年半的事情。

- 第8話描寫著傅安婷淪落困苦的故事，原作裡有著拔去2顆門牙的故事與做妓女的故事，動畫把這些事刪除了，而把雪放進她夜衣服的人，在原著是一群嫖客因法天妮無視他們辱罵她貌醜而引起她注意，而在動畫是法天妮向酒鬼乞討時，酒鬼看見她抱恙而落井下石。

- 第11話到第12話，尚萬強在濱海蒙特勒伊的拘留所逃走後，在數天之內到達蒙費梅伊，不過於原作中尚萬強逃走後到巴黎的時候再次被逮捕，得到了接受無期徒刑的判決，並進入土倫監獄。然後在軍艦獵戶號裝做事故而死，第5次逃獄成功，之後隱瞞著身分，並踏入準備去迎接珂賽特的故事，有了約9個月的時間差。然後動畫中賈維爾為了找出尚萬強而調動到巴黎去，原作中因為賈維爾再次逮捕尚萬強成功，而升官到巴黎去。

- 因為泰納第的自掘墳墓，所以尚萬強沒有支付珂賽特的贖金。因為有這個開端，對於看過原作的觀眾這個地方獲得了很高的評價。

### 第十四至第二十六話
- 動畫裡是在贖回珂賽特的隔天(第14話)的時候，泰納第得知帶走珂賽特的男人叫尚萬強。原作裡在贖回珂賽特的傍晚就到了巴黎的高爾博公寓，動畫裡是在外停留了好幾天的時間，第15話還逛過別的街道。

- 原作中賈維爾發現應該已經死了的尚萬強，並單獨搜索高爾博公寓，動畫一開始是賈維爾帶著尚萬強的搜索權限。

- 第20話描寫修道院的生活，珂賽特與尚萬強決定在修道院裡的故事是原創的。原作中關於珂賽特在修道院的生活只是輕描淡寫沒有多做介紹。

- 小貓男爵在暗地裡活動是比原作還要早開始。原作中是1830年到1835年(珂賽特15歲到20歲之間)才開始暗地裡活動著，動畫中是珂賽特在修道院的女子學校入學時的1824年的時候就開始暗地裡活動著。

- 關於馬留斯的人際關係被簡化的介紹著。關於原作裡彭梅西的本名是喬治·彭梅西，還有吉爾諾曼的本名是盧克·艾斯普里·吉爾諾曼，原作以這樣來介紹他們，他們有怎麼樣的生活都清清楚楚的描寫出來。但是，彭梅西臨終的瞬間與原作也有差異。動畫是馬留斯來時彭梅西已經去世後的時候，原作是在他臨終前馬留斯來了。但是，動畫與原作裡對於馬留斯父親的死，其動向是很短暫的這一點是一樣的。

- 泰納第一家在夜裡逃出的場景是動畫原創的部份。

- 泰奧杜爾並沒有登場，原作中他是馬留斯的表哥，馬留斯的阿姨疼愛著槍騎兵泰奧杜爾·吉爾諾曼，而他姑姑（馬留斯的阿姨）請求他偵查馬留斯的行動，但是那個場景也被刪掉了。

- 原作年代設定的場合，彭梅西的死與滑鐵盧旅館破產是比原作還要晚上1年。彭梅西死亡之後，滑鐵盧旅館確定破產原作是在1827年。

- 加夫洛許到巴黎的旅程經過並不同。動畫中是家族連夜逃走後，他知道了自己被討債的人盯上的事情，把1封美術明信片作為依靠和修修一起到巴黎去了。原作是旅館破產後與家族一起去了巴黎。

- 愛波寧的戀愛開始與原作也有所差異。原作是1832年2月2日傍晚雅潔瑪與愛波寧弄丟了信，馬留斯撿到後開始尋找失主，在原作中她戀愛的開始是愛波寧到馬留斯的房間拜訪的時候。不過，動畫是1829年的晚秋愛波寧早上到井邊去打水的時候看見了馬留斯，她的戀愛才就此開始。

### 第二十七至第三十九話
- 第27話是原作沒有的故事，這是原創的故事情節。

- 之前第14話敘述泰納第得知贖回珂賽特的男人叫尚萬強，在動畫裡尚萬強被埋伏上高爾博公寓的泰納第一家與小貓=男爵監禁的時候用了本名。原作中尚萬強在這個事件時用了厄班‧法布爾(Urbain Fabre)這個假名。

- 高爾博公寓的事件，動畫中愛波寧沒有被逮捕，但原作還是被逮捕了。那時與雅潔瑪一起被關在馬德隆奈特的監獄收容著（不過因為證據不足，與雅潔瑪一起被釋放了）。但是，原作中老闆娘與雅潔瑪被關在別的監獄裡，泰納第逃獄的時候，在監牢裡的只有老闆娘而已。

- 第33話馬留斯給珂賽特的信的內容被簡略了。

- 蒙帕納斯與愛波寧、加夫洛許之間。在原作中是很親密的關係，但是動畫中他們兩個都很討厭他。

- 動畫裡尚萬強以「建立學校」，這樣的目的來設定。

- 第35話逃獄的場景，泰納第有受到加夫洛許的幫助。原作中加夫洛許暗地裡幫助泰納第，關於臉、聲音都沒有被別人知道，然後什麼都沒說之後就離開了。

- 珂賽特看著自己的美貌的場面被刪除。馬留斯愛慕她後，她才看著自己的美貌。

- 動畫中泰納第夫婦的孩子有愛波寧、雅潔瑪、加夫洛許3個人而已。原作裡加夫洛許幫助的兄弟實際上是從小生下後離開的他的親弟弟們，但是在動畫裡布萊斯與雨格和他並沒有血緣關係。

- 原作中登場的加夫洛許的弟弟們是從泰納第這裡領養的壞女人瑪儂與米斯小姐都沒有登場。而且，愛波寧去珂賽特家的理由與原作也不一樣。

- 蒙帕納斯偷取別人錢包的地方被尚萬強看見「工作」與說教的場面被刪除了。

- 原作中愛波寧完全不知道馬留斯的戀人就是珂賽特。動畫裡在途中發現珂賽特就是馬留斯的戀人，因此以下的故事發展就不同了。

- 第38話珂賽特與愛波寧對決的場面，愛波寧得到珂賽特的信的方法也不相同。

- 愛波寧對馬留斯參加革命的理由也不一樣。

- ABC之友的柯蘭特酒店是革命的據點。原作中柯蘭特是雷格爾、卓力、格蘭泰爾3個人喝酒的地方，而老闆也沒有要他們以這裡為據點。動畫裡柯蘭特的老闆尤修魯對安裘拉斯說「可以使用柯蘭特（作為堡壘）」。順便一提尤修魯在原作裡是女性。

### 第四十至第五十二話
- 第42話裡關於加夫洛許的行動。原作中馬留斯要他把信交給尚萬強本人，但是在動畫中是交給公寓的管理人。

- 尚萬強知道了珂賽特與馬留斯之間的關係時的心境。原作中很嫉妒馬留斯，希望他死了就沒人打擾他們了，但是最後接受了他「是為了珂賽特」，動畫改變了嫉妒心和糾紛，描寫成對於珂賽特的成長有所領悟的感慨。

- “革命”時珂賽特單獨行動是以原創的方式展開。原作中珂賽特什麼都不知道，在家裡等待馬留斯。

- 在堡壘撿拾槍彈的加夫洛許唱的歌，原作中是諷刺伏爾泰與盧梭內容的歌曲，但是動畫裡卻是唱著珂賽特教他的搖籃曲。

- 除了愛波寧以外，泰納第一家的每個人與賈維爾之後的命運。請參考各項人物的內容。

- 第49話珂賽特為了要知道傅安婷的事情，並前往濱海蒙特勒伊的旅行而展開的原創動畫故事內容。

- 尚萬強離開了濱海蒙特勒伊後。原作中在尚萬強被逮捕之後，新市長新的體制開始了。但由於黑玻璃工廠的破產，人們的道德觀下降，濱海蒙特勒伊最後走向沒落一途，變成沒有必要加倍徵稅的地步。動畫裡的市長還是“馬德廉先生”，亞蘭成為代理市長管理一切的職務，工廠和市政府並沒有邁向破滅一途。

## 主題曲、插曲
- 片頭曲「風的那一方」（第1話～第52話）
  - 作詞：齊藤由貴；歌：齊藤由貴；作曲：石井惠；編曲：澤近泰輔
- 片尾曲「ma maman（我的媽媽）」（第1話～第52話）
  - 作詞：齊藤由貴；歌：齊藤由貴；作曲：澤近泰輔；編曲：澤近泰輔
- 插曲1「我可以做得到」（第44話）
  - 作詞：石井惠；歌：名塚佳織、作曲：石井惠；編曲：D'iLL
- 插曲2「永遠的戒指」（第50話）
  - 作詞：齊藤惠；歌：名塚佳織；作曲：安部純；編曲：小倉健二
- 插曲3「在夢裡相見」
  - 作詞：石井惠；歌：名塚佳織；萩原惠美子、松元環季；作曲：石井惠；編曲：石井惠

※CD發售中
香港粵語版本
- 片頭曲「孤星淚（又名：愛在搖籃）」（第1話～第52話）
  - 作詞：余皓文；歌：徐子珊；作曲：石井惠；編曲：葉肇中

## 標題播映表
| 話數 | 日文標題                       | 中文標題           | 日本播映日     | 香港播映日     | 腳本       | 分鏡       | 演出       | 作畫監督                              |
| ---- | ------------------------------ | ------------------ | -------------- | -------------- | ---------- | ---------- | ---------- | ------------------------------------- |
| 1    | ファンテイーヌとコゼット       | 科絲迪與法天妮     | 2007年1月7日   | 2008年12月13日 | 金春智子   | 櫻井弘明   | 市橋佳之   | 藤原宏樹                              |
| 2    | ジャン・ヴァルジャンの秘密     | 鏘·巴路鏘的秘密    | 2007年1月14日  | 2008年12月13日 | 金春智子   | 櫻井弘明   | 棚橋一德   | 山本經子                              |
| 3    | 新しい友だちシュシュ           | 新朋友雪雪         | 2007年1月21日  | 2008年12月20日 | 丸尾未步   | 四分一節子 | 棚橋一德   | 阿部千秋                              |
| 4    | お母さんの手紙                 | 媽媽的來信         | 2007年1月28日  | 2008年12月20日 | 平見瞠     | 岡本英樹   | 赤城博昭   | 加瀨政廣                              |
| 5    | ジャヴェールの疑惑             | 薩比盧的疑惑       | 2007年2月4日   | 2008年12月27日 | 橫谷昌宏   | 四分一節子 | 土屋日     | 南伸一郎                              |
| 6    | コゼットの誕生日               | 科絲迪的生日       | 2007年2月11日  | 2008年12月27日 | 池田真美子 | 四分一節子 | 清水明     | 清水惠藏、三浦洋祐、清水友子          |
| 7    | 迷子のエポニーヌ               | 迷途羔羊艾寶妮     | 2007年2月18日  | 2009年1月3日   | 丸尾未步   | 井硲清高   | 赤城博昭   | 藤原宏樹                              |
| 8    | お母さんのスカート             | 媽媽送來的裙       | 2007年2月25日  | 2009年1月3日   | 平見瞠     | 四分一節子 | 棚橋一德   | 山本經子                              |
| 9    | テナルディエの悪だくみ         | 狄納路丁的詭計     | 2007年3月4日   | 2009年1月10日  | 橫谷昌宏   | 四分一節子 | 岡嶋國敏   | Son Gil-young                         |
| 10   | 迷いのマドレーヌ               | 內心掙扎的馬特尼路 | 2007年3月11日  | 2009年1月10日  | 橫谷昌宏   | 佐藤雄助   | 川西泰二   | 宍戶久美子                            |
| 11   | サンプリスの嘘                 | 珊培麗絲的謊言     | 2007年3月18日  | 2009年1月17日  | 池田真美子 | 小瀧禮     | 荻原露光   | 渡邊章                                |
| 12   | ひとりぼっちのコゼット         | 孤單的科絲迪       | 2007年3月25日  | 2009年1月17日  | 金春智子   | 四分一節子 | 清水明     | 清水惠藏、三浦洋祐                    |
| 13   | ジャン・ヴァルジャンとコゼット | 鏘·巴路鏘與科絲迪  | 2007年4月1日   | 2009年1月24日  | 金春智子   | 櫻井弘明   | 市橋佳之   | 藤原宏樹、志田正                      |
| 14   | 二人きりの旅                   | 兩個人的旅程       | 2007年4月8日   | 2009年1月24日  | 池田真美子 | 四分一節子 | 棚橋一德   | 山本經子                              |
| 15   | 二人の絆                       | 兩人的情意結       | 2007年4月15日  | 2009年1月31日  | 橫谷昌宏   | 井硲清高   | 佐佐木皓一 | 梶浦紳一郎                            |
| 16   | パリのゴルボー屋敷             | 巴黎的哥爾波大屋   | 2007年4月22日  | 2009年1月31日  | 金春智子   | 尼野浩正   | 川西泰二   | 宍戶久美子                            |
| 17   | 迫り来るジャヴェール           | 追蹤而至的薩比盧   | 2007年4月29日  | 2009年2月7日   | 丸尾未步   | 四分一節子 | 清水明     | 清水惠藏、三浦洋祐 桝井一平、阿部千秋 |
| 18   | 忘れていた再会                 | 重遇忘卻了的人     | 2007年5月6日   | 2009年2月7日   | 平見瞠     | 井硲清高   | 岡嶋國敏   | Son Gil-young                         |
| 19   | 預けられたコゼット             | 被託管的科絲迪     | 2007年5月13日  | 2009年2月14日  | 平見瞠     | 福田道生   | 市橋佳之   | 藤原宏樹                              |
| 20   | 修道院の日々                   | 在修道院的日子     | 2007年5月20日  | 2009年2月14日  | 橫谷昌宏   | 四分一節子 | 棚橋一德   | 鈴木伸一                              |
| 21   | マリウス・ポンメルシー         | 馬利斯·龐麥路士    | 2007年5月27日  | 2009年2月21日  | 池田真美子 | 櫻井弘明   | 佐佐木皓一 | 飯飼一幸                              |
| 22   | それぞれの旅立ち               | 各自踏上新路途     | 2007年6月3日   | 2009年2月21日  | 丸尾未步   | 福田道生   | 橋口洋介   | 宍戶久美子                            |
| 23   | パリの空の下で                 | 在巴黎的天空下     | 2007年6月10日  | 2009年2月28日  | 金春智子   | 四分一節子 | 清水明     | 桝井一平                              |
| 24   | リュクサンブールの出会い       | 公園的初遇         | 2007年6月17日  | 2009年2月28日  | 平見瞠     | 井硲清高   | 梅本唯     | 服部聰志                              |
| 25   | 届かぬ思い                     | 心意未能傳達       | 2007年6月24日  | 2009年3月7日   | 池田真美子 | 小瀧禮     | 市橋佳之   | 渡邊一                                |
| 26   | パリのすれちがい               | 相見無緣           | 2007年7月1日   | 2009年3月7日   | 橫谷昌宏   | 四分一節子 | 棚橋一德   | 鈴木伸一                              |
| 27   | 飛び出した女の子               | 出走的女孩         | 2007年7月8日   | 2009年3月14日  | 金春智子   | 福田道生   | 石川敏浩   | 梶浦紳一郎                            |
| 28   | 拾われた手紙                   | 遺下的信           | 2007年7月15日  | 2009年3月14日  | 平見瞠     | 井硲清高   | 荻原露光   | 川口弘明                              |
| 29   | テナルディエの罠               | 狄納路丁的圈套     | 2007年7月22日  | 2009年3月21日  | 池田真美子 | 井硲清高   | 橋口洋介   | 宍戶久美子                            |
| 30   | 残されたコイン                 | 遺留的錢幣         | 2007年7月29日  | 2009年3月21日  | 橫谷昌宏   | 四分一節子 | 清水明     | 桝井一平                              |
| 31   | 穏やかなプリュメ通り           | 安穩的日子         | 2007年8月5日   | 2009年3月28日  | 池田真美子 | 梅本唯     | 梅本唯     | 服部聰志                              |
| 32   | あの日の面影                   | 昔日的面孔         | 2007年8月12日  | 2009年3月28日  | 平見瞠     | 小瀧禮     | 市橋佳之   | 藤原宏樹                              |
| 33   | あきらめかけた再会             | 心熄後的重逢       | 2007年8月19日  | 2009年4月4日   | 橫谷昌宏   | 四分一節子 | 棚橋一德   | 鈴木伸一                              |
| 34   | 象の中の子供たち               | 象裡的小孩子       | 2007年8月26日  | 2009年4月11日  | 丸尾未步   | 福田道生   | 福本潔     | 昆進之介、中野彬子                    |
| 35   | パトロン・ミネットの脱獄       | 火藥龍盟友越獄     | 2007年9月2日   | 2009年4月11日  | 橫谷昌宏   | 井硲清高   | 園田雅裕   | 三浦貴弘                              |
| 36   | 病める都・パリ                 | 有病的城市，巴黎   | 2007年9月9日   | 2009年4月18日  | 平見瞠     | 四分一節子 | 清水明     | 桝井一平                              |
| 37   | マリウスの誤算                 | 馬利斯失策         | 2007年9月16日  | 2009年4月18日  | 島田滿     | 井硲清高   | 荻原露光   | 川口弘明                              |
| 38   | コゼットとエポニーヌ           | 科絲迪與艾寶妮     | 2007年9月23日  | 2009年4月25日  | 金春智子   | 櫻井弘明   | 梅本唯     | 服部聰志                              |
| 39   | 1832年6月5日                   | 1832年6月5日       | 2007年9月30日  | 2009年4月25日  | 橫谷昌宏   | 四分一節子 | 棚橋一德   | 鈴木伸一                              |
| 40   | 革命の夜                       | 革命之夜           | 2007年10月7日  | 2009年5月2日   | 池田真美子 | 福田道生   | 安藤健     | 松岡謙治                              |
| 41   | エポニーヌの恋                 | 艾寶妮的戀愛       | 2007年10月14日 | 2009年5月2日   | 平見瞠     | 小瀧禮     | 市橋佳之   | 宍戶久美子                            |
| 42   | マリウスからの手紙             | 馬利斯的信         | 2007年10月21日 | 2009年5月9日   | 橫谷昌宏   | 四分一節子 | 清水明     | 小林由香里、桝井一平                  |
| 43   | ガヴローシュの願い             | 卡比勞斯的願望     | 2007年10月28日 | 2009年5月9日   | 金春智子   | 井硲清高   | 園田雅裕   | 藤原宏樹、渡邊一                      |
| 44   | 未来へのともしび               | 未來的指路明燈     | 2007年11月4日  | 2009年5月16日  | 金春智子   | 藤森久     | 梅本唯     | Wogawaichiroo                         |
| 45   | パリの下水道                   | 巴黎的地下水道     | 2007年11月11日 | 2009年5月16日  | 島田滿     | 四分一節子 | 棚橋一德   | 鈴木伸一                              |
| 46   | ジャヴェールの正義             | 薩比盧的正義       | 2007年11月18日 | 2009年5月23日  | 池田真美子 | 櫻井弘明   | 安藤健     | 松岡謙治                              |
| 47   | 心の絆                         | 情意結             | 2007年11月25日 | 2009年5月23日  | 平見瞠     | 井硲清高   | 津田義三   | Wogawaichiroo                         |
| 48   | コゼットとマリウス             | 科絲迪與馬利斯     | 2007年12月2日  | 2009年5月30日  | 金春智子   | 四分一節子 | 清水明     | 桝井一平                              |
| 49   | 私のお母さん                   | 我的母親           | 2007年12月9日  | 2009年5月30日  | 金春智子   | 藤森久     | 市橋佳之   | 宍戶久美子                            |
| 50   | 永遠のリング                   | 永遠的指環         | 2007年12月16日 | 2009年6月6日   | 橫谷昌宏   | 小瀧禮     | 梅本唯     | Wogawaichiroo                         |
| 51   | 明かされた真実                 | 真相大白           | 2007年12月23日 | 2009年6月6日   | 金春智子   | 四分一節子 | 棚橋一德   | 鈴木伸一                              |
| 52   | 銀の燭台                       | 銀燭臺             | 2007年12月30日 | 2009年6月13日  | 金春智子   | 櫻井弘明   | 市橋佳之   | 渡邊一                                |

## 意外事件
- 2007年6月1日，BIGLOBE上播映時早了2天，第22的本篇在互聯網上面播映了。

## 備考
- 第一廣告贊助者是ハウス食品（以極短的ハウス系列的CM播放）但是實際上是把那個部分和萬代的音樂CD加起來一起複合式提供而已。
- 網際網路伺服器供應站，BIGLOBE在正式播映的隔天也開始將那個正篇配送了。
- 開頭的「世界名作劇場」表示的時候，「房屋食品」的文字同時一起被表示的只有BS富士有而已，BIGLOBE配送版與ANIMAKS並沒有被表示。
- 播映本作品之前、舊作品的總集篇「世界名作劇場完結版」於2006年10月開始到12月結束在BS富士再次播映。
- 本作的故事人物和過去的世界名作劇場的故事人物們相比，就是稍微改變成漫畫形式的設計(從眼睛、鼻子和嘴巴等等)是其特徵。這次的作品人物設計是採用過去從事漫畫和動畫人物設計的渡邊一、吉松孝博兩個人。
- 1978年的世界名作劇場《佩琳物語》（小英的故事）中有介紹悲慘世界的場面。佩琳物語介紹後經過了29年後才得以播映。

## 外部連結
- （日語） 世界名作劇場 悲慘世界 少女珂賽特(日本官網) （页面存档备份，存于）
- 互联网电影数据库（IMDb）上《悲慘世界 少女珂賽特》的资料（英文）

## 電視節目的變遷
| 無綫電視翡翠台及高清翡翠台 星期六 17:30－18:30節目 | 無綫電視翡翠台及高清翡翠台 星期六 17:30－18:30節目                        | 無綫電視翡翠台及高清翡翠台 星期六 17:30－18:30節目 |
| -------------------------------------------------- | ------------------------------------------------------------------------- | -------------------------------------------------- |
|                                                    | 孤星淚 （2008年12月13日－2009年6月13日）                                  |                                                    |
| 小丸子上電視                                       | 翡翠台：我們這一家 （6月13日－7月4日18:00－18:30，7月11日起17:30－18:30） |                                                    |

| 無綫電視高清翡翠台 星期日 01:55－02:50節目                | 無綫電視高清翡翠台 星期日 01:55－02:50節目      | 無綫電視高清翡翠台 星期日 01:55－02:50節目 |
| --------------------------------------------------------- | ----------------------------------------------- | ------------------------------------------ |
|                                                           | 孤星淚 （2009年8月29日）                        |                                            |
| 星球大戰：複製戰紀（01:40－02:30） A+酒店（02:30－03:25） | 熱血仁心（11:30－01:50） 孤星淚（01:50－02:45） |                                            |

| 無綫電視高清翡翠台 星期日 01:50－02:45節目    | 無綫電視高清翡翠台 星期日 01:50－02:45節目 | 無綫電視高清翡翠台 星期日 01:50－02:45節目 |
| --------------------------------------------- | ------------------------------------------ | ------------------------------------------ |
|                                               | 孤星淚 （2009年9月5日－）                  |                                            |
| 孤星淚（01:55－02:50） A+酒店（02:40－03:45） | —                                          |                                            |

| 香港無綫兒童台 星期一至五 08:30-09:00/13:00-13:30/16:30-17:00/20:00-20:30節目 星期二至六 00:30-01:00/04:00-04:30節目 | 香港無綫兒童台 星期一至五 08:30-09:00/13:00-13:30/16:30-17:00/20:00-20:30節目 星期二至六 00:30-01:00/04:00-04:30節目 | 香港無綫兒童台 星期一至五 08:30-09:00/13:00-13:30/16:30-17:00/20:00-20:30節目 星期二至六 00:30-01:00/04:00-04:30節目 |
| --- | --- | --- |
| | 孤星淚 （2010年5月31日－2010年8月10日）                                                                              | |
| Di Gi Charat | - | |